# プロパガンダ
プロパガンダ（羅: propaganda）は、特定の思想・世論・意識・行動へ誘導する意図を持った行為の事である。「宣伝」と翻訳されることがある。

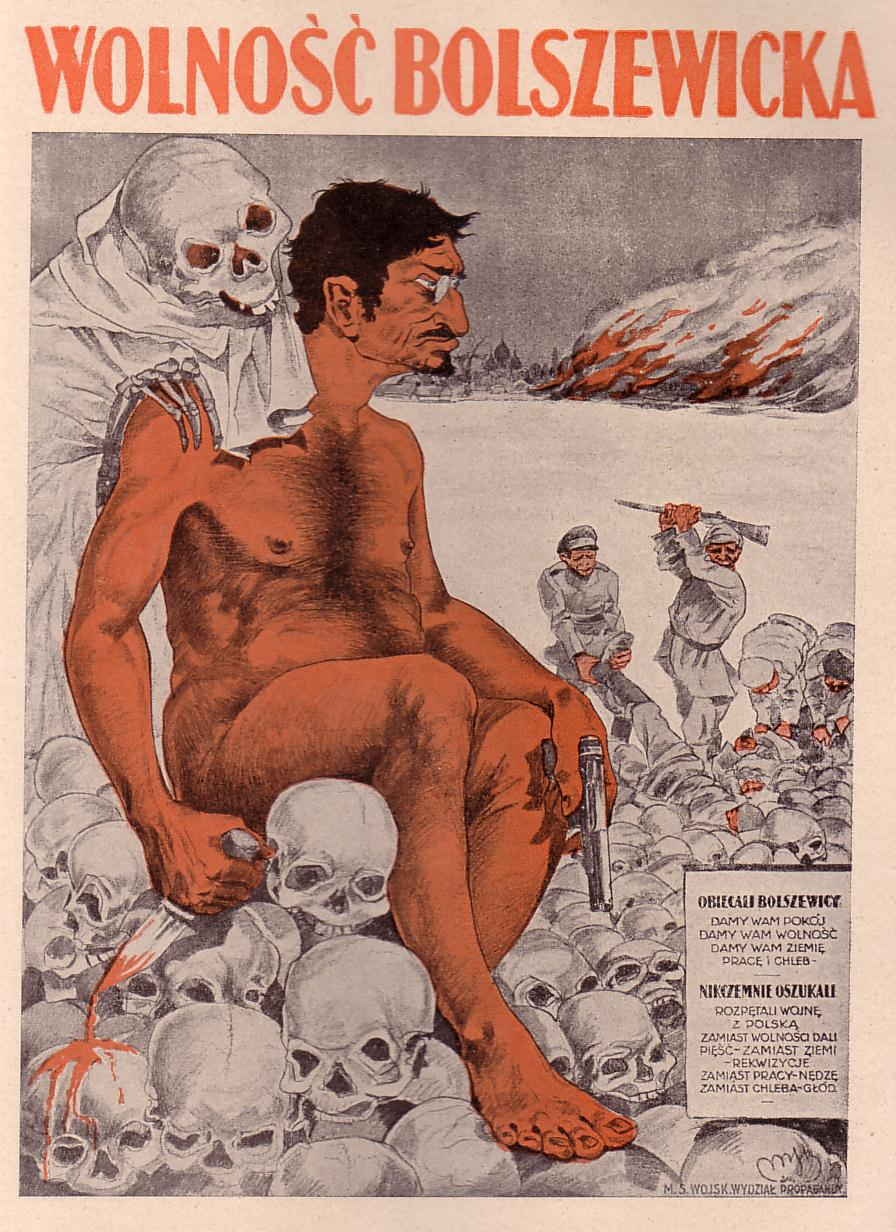
「ボリシェヴィキの自由」 - 戯画化された裸のレフ・トロツキーが描かれた、ポーランド・ソビエト戦争でのポーランド側の反共プロパガンダポスター。ソビエト政権下で多数の人民が虐殺された事件を風刺している。

## 概要
情報戦、心理戦もしくは宣伝戦、世論戦と和訳され、しばしば大きな政治的意味を持つ。政治宣伝ともいう。最初にプロパガンダと言う言葉を用いたのは、1622年に設置されたカトリック教会の布教聖省（Congregatio de Propaganda Fide、現在の福音宣教省）の名称である。ラテン語のpropagare（繁殖させる、種をまく）に由来する。

## 観念
あらゆる宣伝や広告、広報活動、政治活動はプロパガンダに含まれ、同義であるとも考えられている。利益追求者（政治家・思想家・企業人など）や利益集団（国家・政党・企業・宗教団体など）、なかでも人々が支持しているということが自らの正当性であると主張する者にとって、支持を勝ち取り維持し続けるためのプロパガンダは重要なものとなる。対立者が存在する者にとってプロパガンダは武器の一つであり、自勢力やその行動の支持を高めるプロパガンダのほかに、敵対勢力の支持を自らに向けるためのもの、または敵対勢力の支持やその行動を失墜させるためのプロパガンダも存在する。
本来のプロパガンダという語は中立的なものであるが、カトリック教会の宗教的なプロパガンダは、敵対勢力からは反感を持って語られるようになり、プロパガンダという語自体が軽蔑的に扱われ、「嘘、歪曲、情報操作、心理操作」と同義と見るようになった。このため、ある団体が対立する団体の行動・広告などを「プロパガンダである」と主張すること自体もプロパガンダたりうる。
またプロパガンダを思想用語として用い、積極的に利用したウラジーミル・レーニンとソビエト連邦や、国家社会主義ドイツ労働者党（ナチ党）とナチス・ドイツにおいては、情報統制と組み合わせた大規模なプロパガンダが行われるようになった。そのため西側諸国ではプロパガンダという言葉を一種の反民主主義的な価値を内包する言葉として利用されることもあるが、実際にはあらゆる国でプロパガンダは用いられており、一方で国家に反対する人々もプロパガンダを用いている。あらゆる政治的権力がプロパガンダを必要としている。
なお、市民的及び政治的権利に関する国際規約（自由権規約）は、戦争や人種差別を扇動するあらゆるプロパガンダを法律で禁止することを締約国に求めている。
報酬の有無を問わず、プロパガンダを行う人々を「プロパガンディスト（propagandist）」と呼ぶ。

## プロパガンダの種類
プロパガンダには大別して以下の分類が存在する。

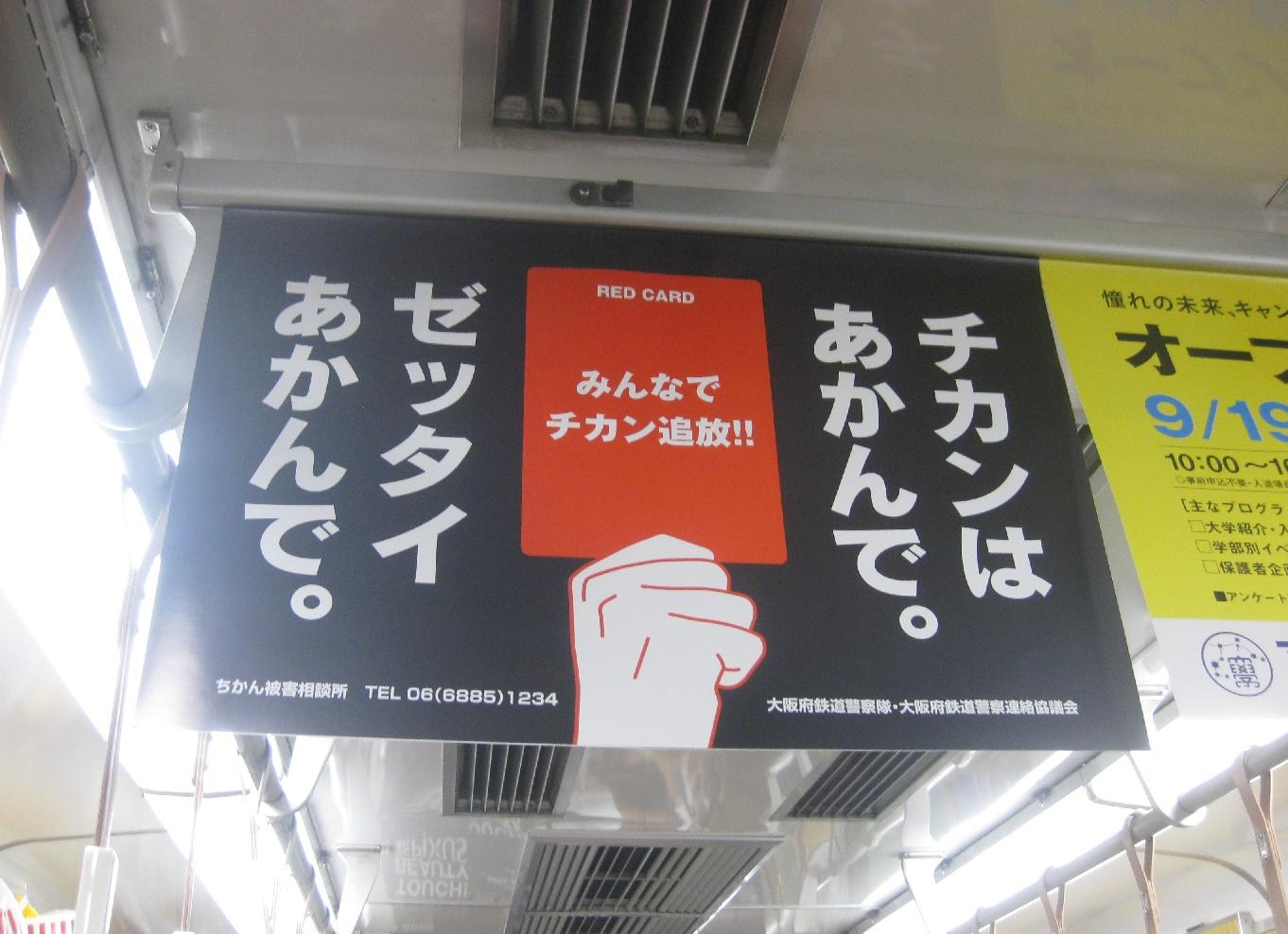
ホワイトプロパガンダの例。痴漢の撲滅を目的とした大阪府警による中吊り広告。

ホワイトプロパガンダ
情報の発信元がはっきりしており、事実に基づく情報で構成されたプロパガンダ。
ブラックプロパガンダ
情報の発信元を偽ったり、虚偽や誇張が含まれるプロパガンダ。
グレープロパガンダ
発信元が曖昧であったり、真実かどうか不明なプロパガンダ。
コーポレートプロパガンダ
企業が自らの利益のために行うプロパガンダ。
カウンタープロパガンダ
敵のプロパガンダに対抗するためのプロパガンダ。

## プロパガンダ技術
アメリカ合衆国の宣伝分析研究所は、プロパガンダ技術を分析し、次の7手法をあげている。
| ネーム・コーリング     | 攻撃対象をネガティブなイメージと結びつける。                                       | 恐怖に訴える論証 |
| カードスタッキング     | 自らの主張に都合のいい事柄を強調し、都合の悪い事柄を隠蔽、または捏造だと強調する。 |                  |
| バンドワゴン           | その事柄が世の中の趨勢であるように宣伝する。                                       | 衆人に訴える論証 |
| 証言利用               | 「信憑性がある」とされる人に語らせることで、自らの主張に説得性を高めようとする。   | 権威に訴える論証 |
| 平凡化                 | その考えのメリットを、民衆のメリットと結びつける。                                 |                  |
| 転移                   | 何かの威信や非難を別のものに持ち込む。                                             |                  |
| 華麗な言葉による普遍化 | 対象となるものを、普遍的や道徳的と考えられている言葉と結びつける。                 |                  |

また、ロバート・チャルディーニは、人がなぜ動かされるかと言うことを分析し、6つの説得のポイントをあげている。これは、プロパガンダの発信者が対象に対して利用すると、大きな効果を発する。
| 返報性                 | 人は「利益が得られる」という意見に従いやすい。 |            |
| コミットメントと一貫性 | 人は自らの意見を明確に発言すると、その意見に合致した要請に同意しやすくなる。 また意見の一貫性を保つことで、社会的信用を得られると考えるようになる。 |            |
| 社会的証明             | 自らの意見が曖昧な時は、人は他の人々の行動に目を向ける。                                                                                            |            |
| 好意                   | 人は自分が好意を持っている人物の要請には「YES」という可能性が高まる。                                                                               | ハロー効果 |
| 権威                   | 人は対象者の「肩書き、服装、装飾品」などの権威に服従しやすい傾向がある。                                                                            |            |
| 希少性                 | 人は機会を失いかけると、その機会を価値のあるものであるとみなしがちになる。                                                                          |            |

ウィスコンシン大学広告学部で初代学部長を務めたW・D・スコットは、次の6つの広告原則をあげている。
1. 訴求力の強さは、その対象が存在しないほうが高い。キャッチコピーはできるだけ簡単で衝撃的なものにするべきである。
2. 訴求力の強さは、呼び起こされた感覚の強さに比例する。動いているもののほうが静止しているものより強烈な印象を与える。
3. 注目度の高さは、その前後に来るものとの対比によって変わる。
4. 対象を絞り、その対象にわかりやすくする。
5. 注目度の高さは、目に触れる回数や反復数によって影響される。
6. 注目度の高さは、呼び起こされた感情の強さに比例する。

J.A.C.Brownによれば、宣伝の第一段階は「注意を引く」ことである。具体的には、激しい情緒にとらわれた人間が暗示を受けやすくなることを利用し、欲望を喚起したうえ、その欲望を満足させうるものは自分だけであることを暗示する方法をとる。またL.Lowenthal,N.Gutermanは、煽動者は不快感にひきつけられるとしている。
アドルフ・ヒトラーは、宣伝手法について「宣伝効果のほとんどは人々の感情に訴えかけるべきであり、いわゆる知性に対して訴えかける部分は最小にしなければならない」「宣伝を効果的にするには、要点を絞り、大衆の最後の一人がスローガンの意味するところを理解できるまで、そのスローガンを繰り返し続けることが必要である」と、感情に訴えることの重要性を挙げている。また「大衆は小さな嘘より大きな嘘の犠牲になりやすい。とりわけそれが何度も繰り返されたならば」（＝嘘も100回繰り返されれば真実となる）とも述べた。
杉野定嘉は、「説得的コミュニケーションによる説得の達成」「リアリティの形成」「情報環境形成」という3つの概念を提唱している。また敵対勢力へのプロパガンダの要諦は、「絶妙の情報発信によって、相手方の認知的不協和を促進する」ことであるとしている。
具体的なテクニック（手法）については「プロパガンダの手法」を参照。

## 歴史
有史以来、政治のあるところにプロパガンダは存在した。ローマ帝国では皇帝の名を記した多くの建造物が造られ、皇帝の権威を市民に見せつけた。フランス革命時にはマリー・アントワネットが「パンがなければお菓子を食べればいいじゃない」と語ったとしたものや、首飾り事件に関するパンフレットがばらまかれ、反王家の気運が高まった。
プロパガンダの体系的な分析は、アテネで紀元前6世紀ごろ、修辞学の研究として開始されたと言われる。自分の論法の説得力を増し、反対者への逆宣伝を計画し、デマゴーグを看破する技術として、修辞学は古代ギリシャ・古代ローマにおいて大いに広まった。修辞学において代表的な人物はアリストテレス、プラトン、キケロらがあげられる。古代民主政治では、これらの技術は必要不可欠であったが、中世になるとこれらの技術は廃れて行った。
テレビやインターネットに代表される情報社会化は、プロパガンダを一層容易で、効果的なものとした。わずかな費用で多数の人々に自らの主張を伝えられるからである。現代ではあらゆる勢力のプロパガンダに触れずに生活することは困難なものとなった。

### 国家運営におけるプロパガンダの歴史

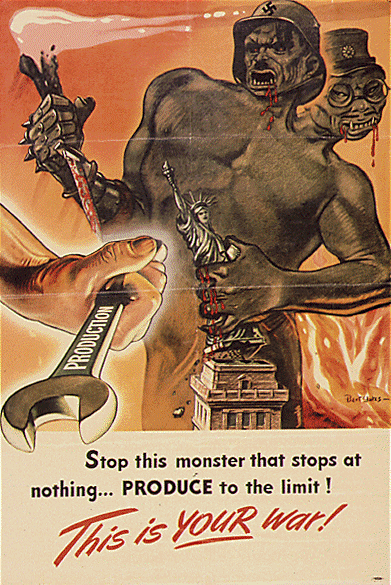
プロパガンダは独裁国家のみならず、民主主義国家でも頻繁に行われた。画像は第二次世界大戦中にドイツ・日本の枢軸軍を「自由の女神を破壊する悪魔」として描き、戦争の大義を説こうとするアメリカ合衆国のポスター。「どうにも止まらないこの怪物を止めろ……限界まで生産せよ！これはあなたの戦争だ！」と呼びかけている。

国家による大規模なプロパガンダの宣伝手法は、第一次世界大戦期のアメリカ合衆国における広報委員会が嚆矢とされるが、ロシア革命直後のソ連で急速に発達した。レーニンは論文でプロパガンダは「教育を受けた人に教義を吹き込むために歴史と科学の論法を筋道だてて使うこと」と、扇動を「教育を受けていない人の不平不満を利用するための宣伝するもの」と定義した。レーニンは宣伝と扇動を政治闘争に不可欠なものとし、「宣伝扇動（agitprop）」という名でそれを表した。十月革命後、ボリシェヴィキ政権（ソビエト連邦）は人民に対する宣伝機関を設置し、第二次世界大戦後には社会主義国に同様の機関が設置された。またヨシフ・スターリンの統治体制はアブドゥルアハマン・アフトルハーノフによって「テロルとプロパガンダ」の両輪によって立っていると評された。
1930年代にドイツの政権を握った国家社会主義ドイツ労働者党（ナチス）は、政権を握る前から宣伝を重視し、ヨーゼフ・ゲッベルスが創刊した「デア・アングリフ」紙や、フェルキッシャー・ベオバハター紙による激しい言論活動を行った。また膨大な量のビラやポスターを貼る手法や、突撃隊の行進などはナチス党が上り調子の政党であると国民に強く印象づけた。
ナチ党に対抗した宣伝活動を行ったドイツ共産党のヴィリ・ミュンツェンベルクは、著書『武器としての宣伝（Propaganda als Waffe）』において「秘密兵器としての宣伝がヒトラーの手元にあれば、戦争の危機を増大させるが、武器としての宣伝が広範な反ファシズム大衆の手にあれば、戦争の危険を弱め、平和を作り出すであろう」と述べている。
ナチス党が政権を握ると、指導者であるアドルフ・ヒトラーは特にプロパガンダを重視し、ゲッベルスを大臣とする国民啓蒙・宣伝省を設置した。宣伝省は放送、出版、絵画、彫刻、映画、歌、オリンピックといったあらゆるものをプロパガンダに用い、ナチス・ドイツとその勢力圏における独裁体制を維持し続けることに貢献した。
第二次世界大戦中は国家の総動員態勢を維持するために、日本やドイツ、イタリアなどの枢軸国、イギリスやアメリカ、ソ連などの連合国を問わず、戦争参加国でプロパガンダは特に重視された。終戦後は東西両陣営の冷戦が始まり、両陣営はプロパガンダを通して冷たい戦争を戦った。特に宇宙開発競争は、陣営の優秀さを喧伝する代表的なものである。
1950年代、中華民国政府（台湾政府）が反共文芸を推奨し、趣旨に共鳴した「中華文芸奨金委員会」が活動していた。

### プロパガンダポスター

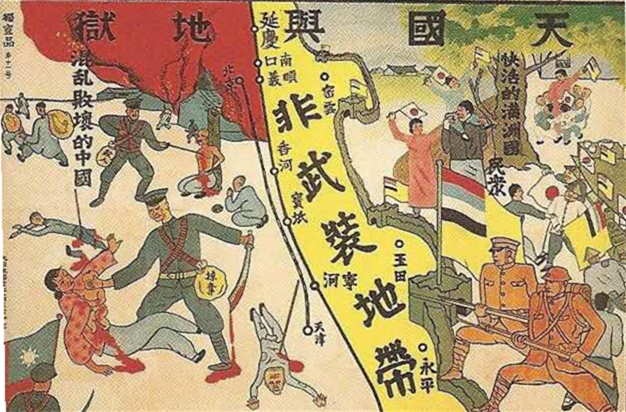
満州国を天国、中国を地獄と表現したポスター。
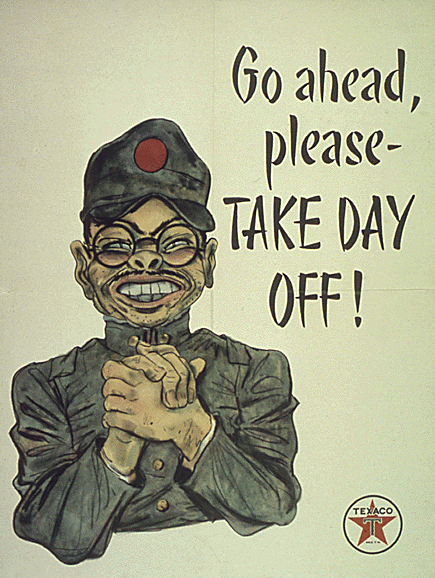
第二次世界大戦中に掲示された、日本人を戯画化した、アメリカ人の勤労意欲を刺激する為のプロパガンダポスター。「どうぞ休みを取って下さい！」
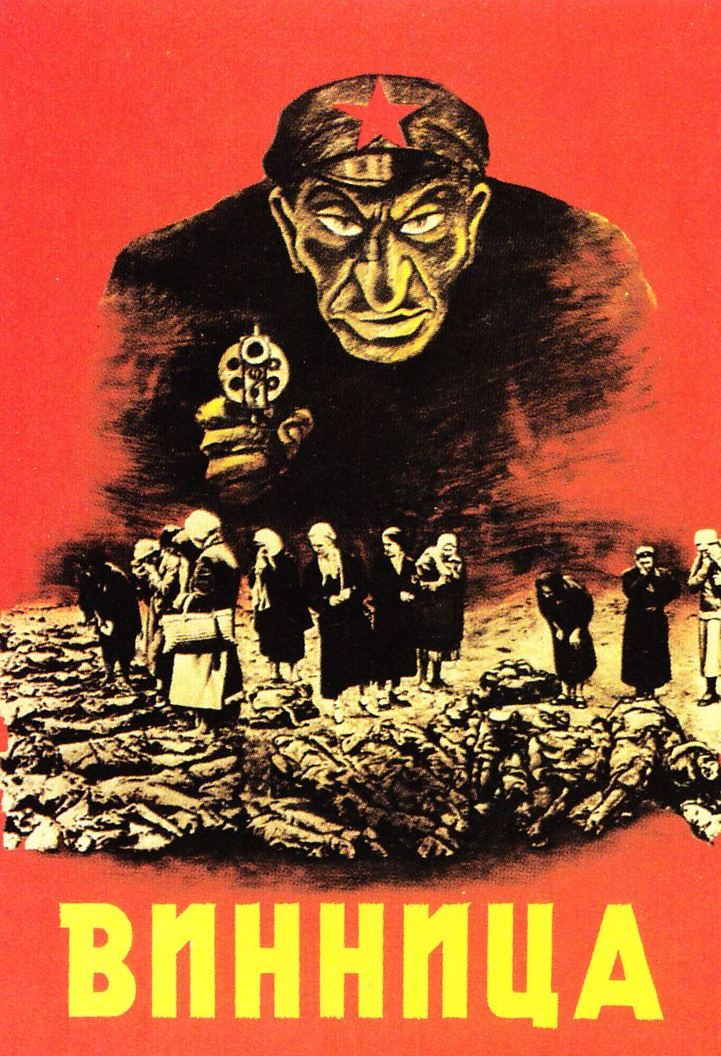
ナチス・ドイツがヴィーンヌィツャ大虐殺の件を利用し、共産主義の脅威を宣伝するために制作したプロパガンダポスター。 下部にはロシア語で「ヴィーニツィア」と書かれている。
バターン死の行進の事実をもって、旧日本軍の暴虐性を強調するアメリカのプロパガンダポスター。「あなたはこれにどう抵抗する？『日本兵がフィリピンにて捕虜5,200名を虐殺。残酷な“死の行進”の詳細』人殺しジャップを殲滅するまで仕事を全うしよう！」
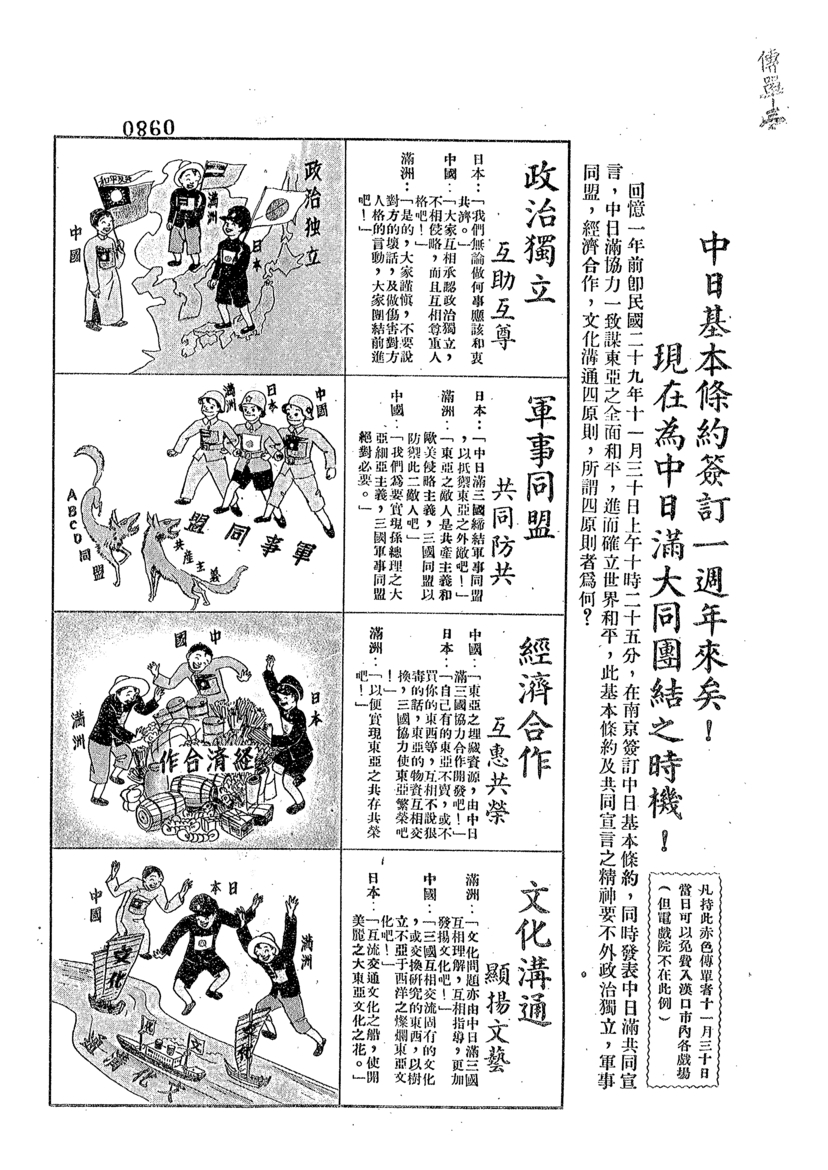
日本軍による日華基本条約一周年の伝単。基本国策要綱で規定された東亜新秩序建設の国是に基づき、「互助互尊」「共同防共」「互恵共栄」「顕揚文芸」を掲げている。

## コーポレートプロパガンダ
コーポレートプロパガンダ（企業プロパガンダ）は、企業がその活動やブランドイメージに関する市場・消費者意見を操作するために行うプロパガンダの一種である。
特定の人間がその企業の製品やサービスに対して支持を表明することで、社会における好意的な印象形成に影響をもたらす。このようなコーポレートプロパガンダについてジークムント・フロイトの甥であるエドワード・バーネイズは著書『プロパガンダ』（1928年刊行）の中で詳細に解説しており、また一般大衆の稚拙さについても歯に衣着せず言及している。バーネイズは大衆向けのイベント、メディアや有名な俳優などを多用し、その影響力を駆使して大衆の意思決定を操り、大衆行動をクライアントの利益に結びつけてきた。叔父であるフロイトが示唆した、人間の潜在的な欲求に関する心理学理論を駆使し、バーネイズは人々に現実的には何の利益もない商品を一般大衆が自ら買い求めるように仕向けることに成功し、そのプロパガンダの手法を進化させていった。現実に、今日多用されているような有名人の広告への起用や、実際には偽科学的だが一見科学的な主張のようにみえる意見を利用した広告など、悪意的な現在の大衆操作に関する知識の多くは、バーネイズの開発したミーム論を利用した広告戦略に基づいたものであり、彼の著書『自我の世紀』に、その手法の多くが言及されている。大衆の世論操作に際してのプロパガンダの有効性について、バーネイズは次のように述べている。
企業プロパガンダは一般的に、婉曲的な表現として広告、広報もしくはPRとも呼ばれている。

## 国策プロパガンダ
宗教組織や企業、政党などの組織に比べて、強大な権力を持つ国家によるプロパガンダは規模や影響が大規模なものとなる。国策プロパガンダの手法の多くはナチス体制下のドイツ、大東亜戦争直前・戦中の日本、太平洋戦争直前・戦中のアメリカ合衆国、革命下のロシアやその後のアメリカ合衆国、ソビエト連邦、中華人民共和国など全体主義・社会主義の国のみならず資本主義諸国でも発達した。社会主義国や独裁国家では情報活動が国家によって統制・管理されることが多いため、国家による国内に対するプロパガンダは効率的で大規模なものとなりがちである。
どのような形態の国家にもプロパガンダは多かれ少なかれ存在するものだが、社会主義国家や ファシズム国家、開発独裁国家など、情報を国家が集中して管理できる国家においては、国家のプロパガンダの威力は強大なものがある。また、特定のグループが政治権力とメディアを掌握している国でも同じことが起こる。こうした国家では、国家のプロパガンダ以外の情報を入手する手段が著しく限られ、プロパガンダに虚偽や歪曲が含まれていたとしても、ほかの情報によって情報の精度を判断することが困難である。
さらに、こうした国家では教育とプロパガンダが表裏一体となる場合がしばしば見られる。初等教育のころから国民に対して政府や支配政党への支持、ナショナリズム、国家防衛の思想などを擦り込むことにより、国策プロパガンダの威力は絶大なものとなる。
しかし、こうした国家では情報を統制すればするほど、また国内向けのプロパガンダが効果を発揮すればするほど、自由な報道が保障されている外国のメディアからは疑惑の目で見られ、そのプロパガンダが外国ではまったく信用されないという背理現象も起こりうる。
また、国家のプロパガンダは国家、政府機関、政党などが直接手がけるとは限らない。民間団体や民間企業、個人が自主的、受動的、または無意識に行う例もある。

### 軍のプロパガンダ

#### 部隊・装備

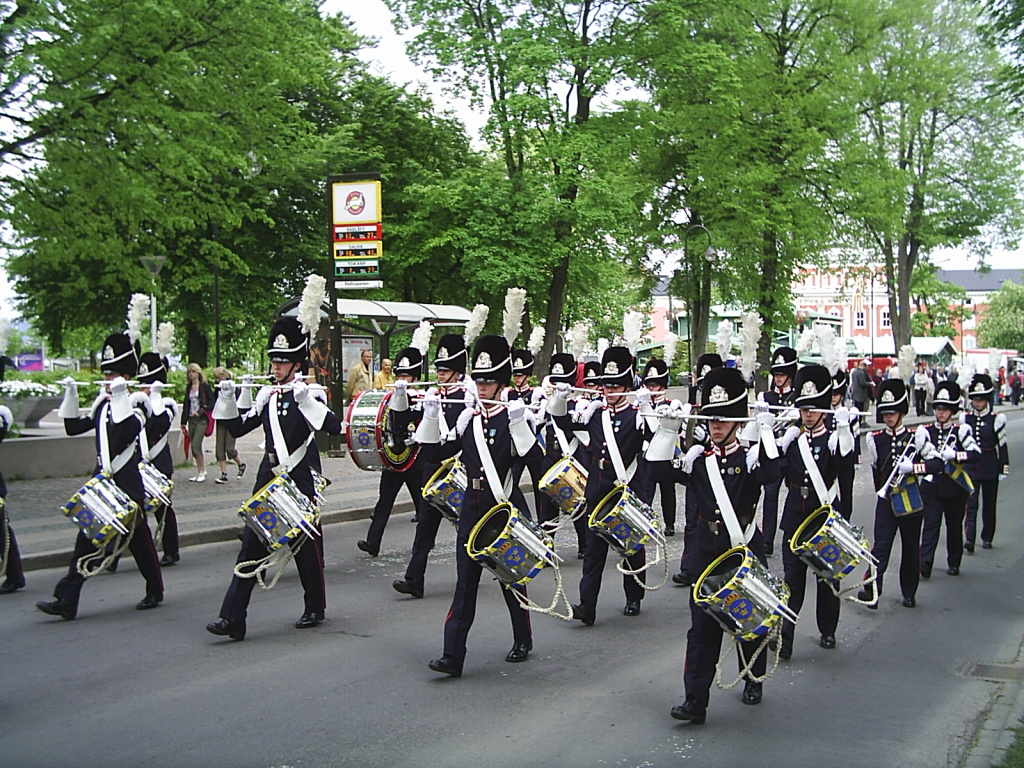
式典用の制服を着用したスウェーデン軍の軍楽隊

軍隊は国家が直接行動を命令できるため、国家や国家元首のプロパガンダに利用されやすい。このため純粋な軍事行動には必要の無い人員や装備が配備されている。
多くの軍隊では国民や諸外国に正当性や精強さをアピールするため、見栄えのいい宣伝用の写真や映像を多数公開しており、それらの撮影のために第301映像写真中隊（自衛隊）のような専門の部隊が編成されている。特にアメリカ軍は兵器が運用される様子から休憩中の兵士にいたるまでほぼすべての広報写真を無償で公開し、ウィキメディア・コモンズなどで自由に使えるようにしているが、公開されるのは軍に都合がいい写真だけである。アメリカ軍では第二次世界大戦時に隊員教育やプロパガンダ用の映画を制作するため第1映画部隊を編成し、映画業界人を徴兵扱いで多数動員していた。
第二次世界大戦時のアメリカによる日系人の強制収容に対し、日本は「白人の横暴の実例」として宣伝し日本の軍事行動は「アジアの白人支配からの解放」であると正当化した。アメリカではこれに対抗するため日系移民の志願者による部隊（第100歩兵大隊）を急遽創設した。

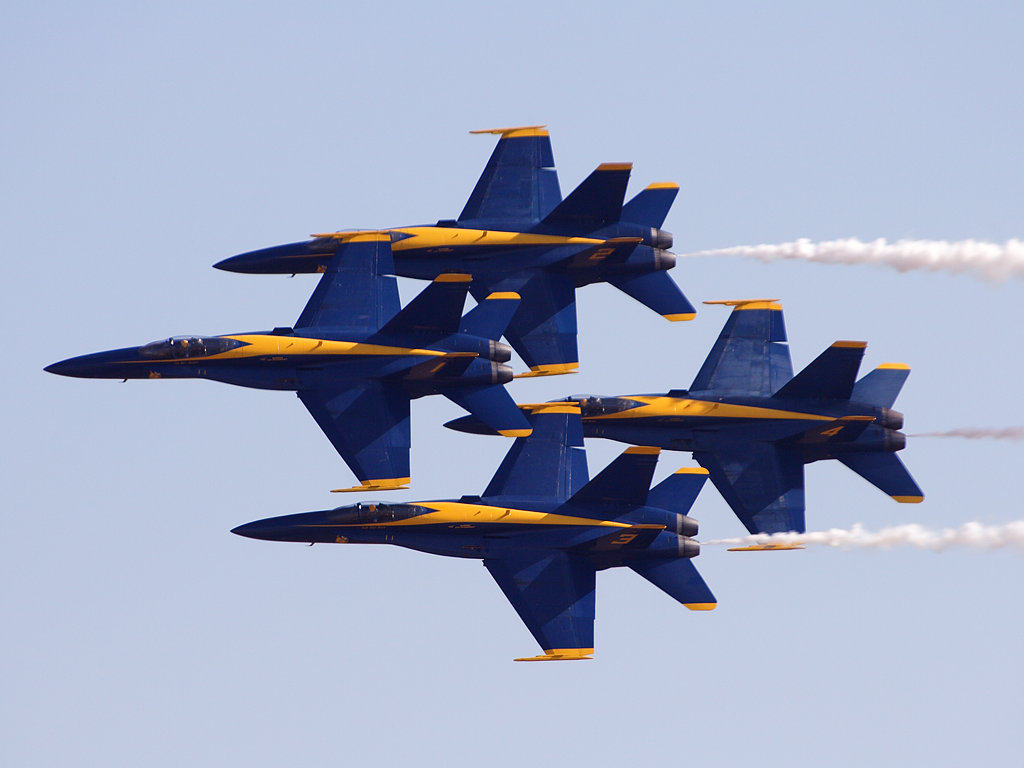
専用の塗装を施したブルーエンジェルス

多くの空軍では実戦部隊以外にも曲技飛行による広報活動を任務とする曲技飛行隊を有している。これは曲技飛行を国民に披露し軍への関心を高めることに加え、パイロットの技量を外国へ誇示する目的もある。使用する機体は既存機の流用であっても武装の撤去、スモーク発生装置の搭載、派手な塗装を施すなど実戦には不適格な改造を施したり、すでに時代遅れとなった複葉機を曲技専用に配備するなど予算的に優遇されている。またアメリカ軍ではサンダーバーズ（空軍）、ブルーエンジェルス（海軍）、PACAF F-16 Demo Team（太平洋空軍）など複数の部隊が併存している。なおブルーエンジェルスは、第二次大戦終結により海軍航空隊への国民の関心が低下し、予算の減額や空軍との統合など権限縮小を危惧したチェスター・ニミッツ提督が「大衆の海軍航空兵力への関心を維持しておくこと」を意図して組織され、第1映画部隊はアメリカ陸軍航空軍司令官だったヘンリー・アーノルド将軍が陸軍航空軍の独立性を強調するためにも独自の撮影部隊が必要だと考え、宣伝映画を担当していた陸軍信号隊とは別の組織として映画業界人に依頼して編成されたなど、純粋な広報ではなく政治的な意図で創設された例もある。

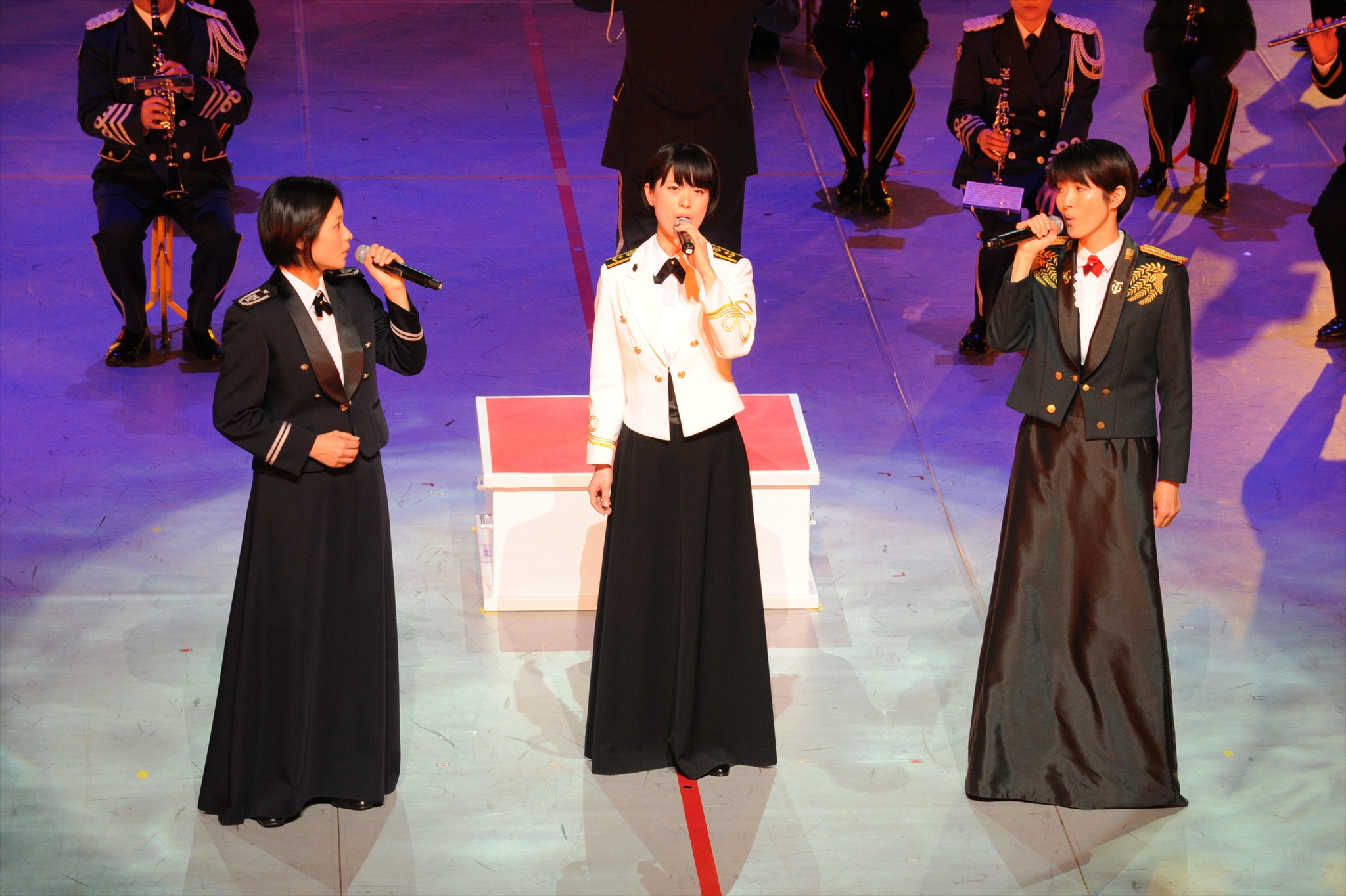
自衛隊音楽まつり。中央は「自衛隊の歌姫」三宅由佳莉

軍楽隊が担ってきた国賓栄誉礼や軍の式典での音楽演奏は、現代では録音した曲を流すことで代用できるが、多くの軍楽隊では国歌や行進曲を生演奏させるために、音楽大学などで専門教育を受けた者を演奏専業の軍人として雇用している。これは警察音楽隊や消防音楽隊の多くが一般職員の有志で編成されているのとは対照的である。軍楽隊は国民向けの広報演奏を行うこともあるが、その際は流行しているポップスなど国民の関心が高い曲を演奏することが多い。自衛隊では毎年大規模な音楽イベント「自衛隊音楽まつり」を開催しているが、その演奏曲目の中で行進曲や旧軍歌・自衛隊歌は一部にすぎず、大半はポップス、テレビドラマのテーマ音楽、アニメソング、民謡など自衛隊とは無関係な曲である。

#### 顕彰
戦傷は名誉の負傷とされ、パープルハート章のような戦傷章の授賞式はマスコミを通じて報道される。さらに戦死者は二階級特進のほかに英雄的な扱いを受け、戦時中には英霊・軍神など神格化されることも多く、軍神広瀬中尉や爆弾三勇士のように愛国心を煽るために軍の宣伝として利用される例が多い。
アメリカ軍は、兵器の名称を著名な政治家や将官の名前から採ることがある一方で、顕著な軍功や壮烈な戦死を遂げた一般兵士の名前から採ることもある。
戦時中には軍需工場で働く労働者を英雄視する報道もされる。アメリカでは第二次世界大戦に軍需工場で働く女性（ロージー・ザ・リベッターをモチーフとしたプロパガンダ写真が多く撮影された。工場を経営する企業でも労働意欲を高めるためのポスターをイラストレーターに発注するなどしていた。ウェスティングハウス・エレクトリックではWe Can Do It!などのポスターを工場に掲示していた。
民間人の顕彰や激励のために軍を活用することもあり、新型コロナウイルス感染症に対応する医療従事者等への感謝と激励を送るためとして、アメリカ軍はサンダーバーズとブルーエンジェルスを各都市で飛行させるアメリカ・ストロング作戦と称するデモンストレーションを行った。日本、カナダ、イタリアでも軍の曲技飛行隊が同様のデモ飛行を行った。

#### 示威

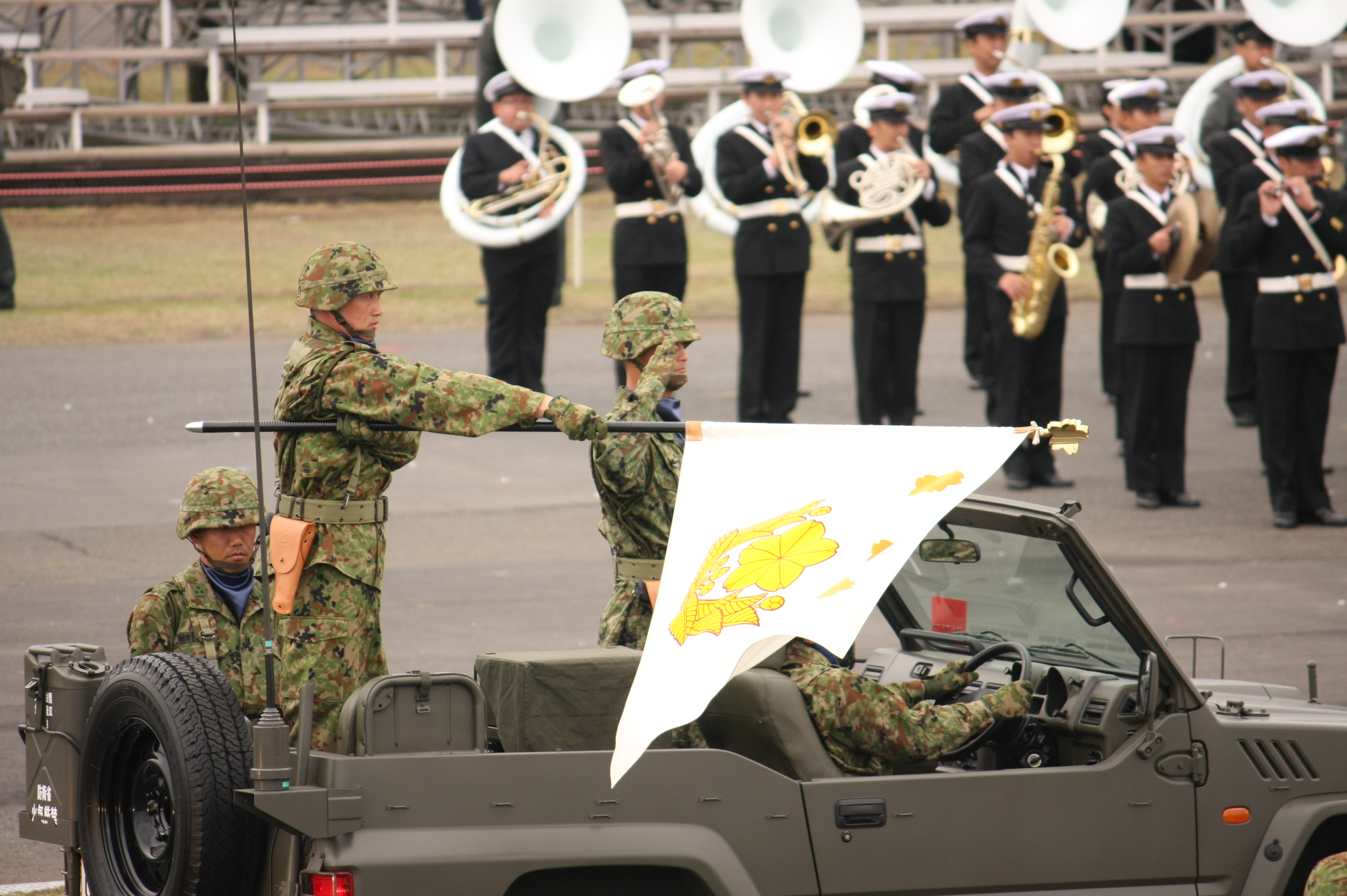
自衛隊中央観閲式

観兵式（観閲式）や観艦式は、会場への兵力の移動やガチョウ足行進に代表される非実戦的な訓練が必要なため軍事的には無駄であるが、一糸乱れぬ行進は軍の規律や訓練の成果として、兵器が並ぶ姿は軍事能力をアピールする目的で定期的に行われている。多くの軍隊では式典のための礼装用の軍服が複数規定されており、実戦には使わない大量の衣服を用意している。多くは首都など都市部で行われるが、戦車など装軌車両を参加させる場合には履帯で舗装路を破損させないようにゴムパッドの取り付け、駐屯地から現地までトレーラーで輸送するなど時間や費用の負担が大きく、先進国でも問題視されるほどコストがかかる。しかし北朝鮮のように車両や航空機の燃料を調達することも難しい状況ながら、大規模な軍事パレードを定期的に行う国も存在する。

#### 公開

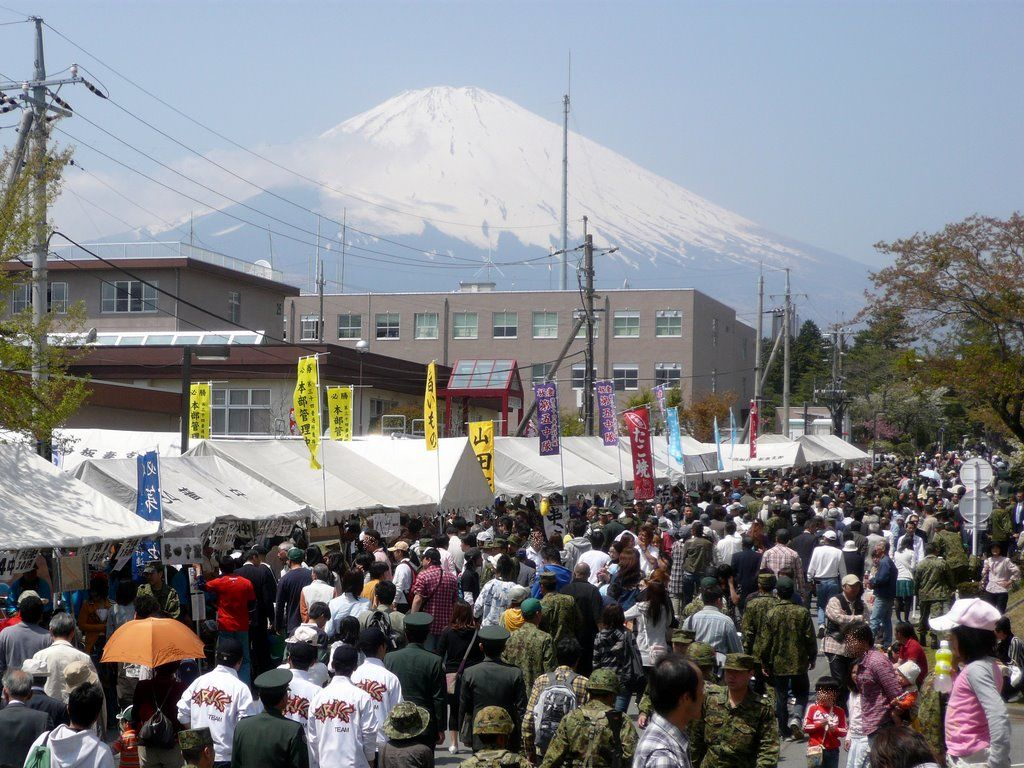
板妻駐屯地の開設記念行事一般公開

軍では退役した車両や航空機を展示する広報施設を整備したり、博物館に寄贈したりするなどしている。自衛隊では陸上自衛隊広報センター、海上自衛隊佐世保史料館・呉史料館、航空自衛隊浜松広報館と陸海空それぞれ別の広報施設を有している。
駐屯地などの軍事施設に部外者を立ち入らせることには警備上の問題が多いが、国民の理解を得るという目的で多くの軍隊では特定の日に基地祭として公開している。特に駐屯地や基地周辺の住民に対しては別にツアーを用意していることが多い。
最新兵器の公開についても、情報漏洩や敵国の警戒を招くことにもなるが、軍の能力を宣伝するため、画像や性能を一部隠蔽加工するなどバランスをとって公開している。
多くの軍隊ではマスコミを駐屯地、航空機、艦船へ招待し訓練の様子を報道させているが、これも事前にプログラムが組まれたツアーであり、軍は都合のいい部分だけをマスコミに見せることができる。海上自衛隊ではマスコミや要人を接待する専用艦「はしだて」を保有している。

#### 戦果報道

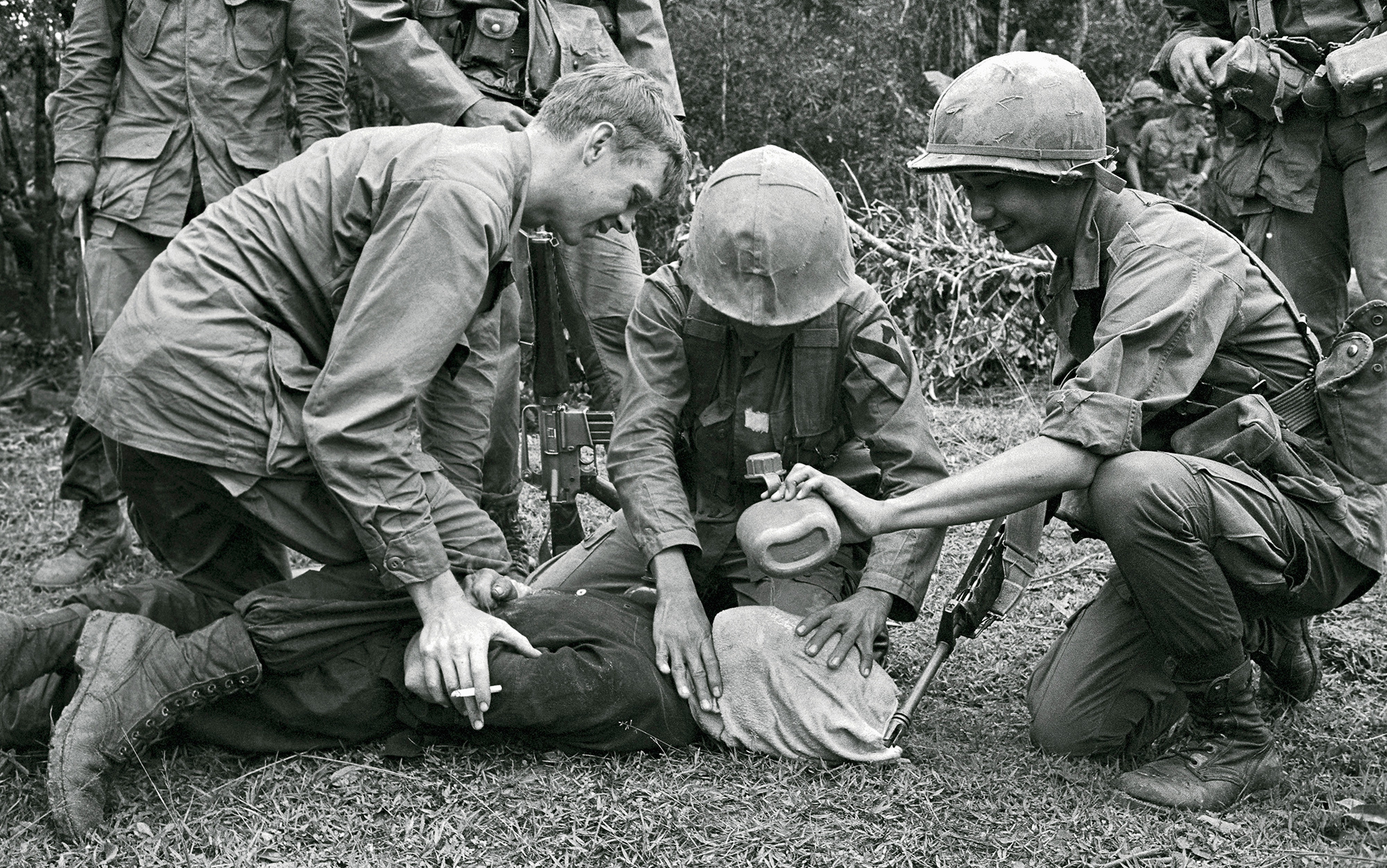
2人のアメリカ兵と1人の南ベトナム兵が捕虜の北ベトナム兵へ水責めをする様子。同行していたUPI通信社のカメラマンが1968年1月17日に撮影し、同月21日にワシントン・ポストに掲載された。

戦況の全体を把握しているのは軍のみであるが、戦時下において戦況を国民にどのように報道するかは非常に難しい問題である。外国からの報道と著しく乖離した報道は国民が軍や政府に不信感を持つことにもつながるが、あまりにも正直に作戦の失敗や敗北を伝えても国民の士気が落ちる。一般的に勝っているときにはほぼ正確な戦果がマスコミを通じて報道され、負けると過小な犠牲と過大な戦果を宣伝する傾向がある。第二次世界大戦において、地続きの大陸での戦争であったヨーロッパにおいては、戦況の隠ぺいは困難で比較的に正確な戦況が国民に伝えられたが、隔絶した海戦主体の日本においては、過剰に盛った戦果報道が行われた。「台湾沖航空戦」や「バルクマンの曲がり角」などほぼ創作に近い戦果報道で国民の戦意を鼓舞しようとすることもある。
軍の広報部隊は自軍の宣伝の他にもマスコミ対策を担当している。
アメリカ政府はベトナム戦争時には戦争の正当性をアピールするためマスコミの取材に協力的で、航空機への同乗や前線で部隊への帯同を許可し、写真も自由に撮影させるなど報道に制限をかけなかった。しかし、悲惨な戦闘の様子や戦闘に巻き込まれた民間人の様子、規律の緩んだ兵士の態度や拷問の様子などの不祥事が検閲無しで報道された。AP通信記者のフィン・コン・ウトが撮影したファン・ティー・キムフックの写真がピューリッツァー賞を受賞するなど大きな反響を呼び、国内での反戦運動を誘発する結果となった。それに懲りたアメリカ政府は、以降の戦場取材では記者の帯同を許す場合でも都合がよい報道しかなされないように情報をコントロールするようになった。

#### 民間との相互利用
戦争映画の製作に協力することもあるが、軍が美化されるなどの作品には協力するが都合の悪い作品には協力しないなど、軍側で協力の可否や程度をコントロールしている。アメリカ海軍の戦闘機操縦士を主人公とした『トップガン』は軍にとって都合の良い内容であったことから、撮影のために戦闘機を飛行させるなど全面協力している。映画のヒットにより海軍への志願者が増加したことから、続編の『トップガン マーヴェリック』でも全面協力している。逆に1964年の米国映画『未知への飛行』では、アメリカ軍の核兵器が適切に管理されていないことが前提の作品であるため協力を得られず、航空機の映像は一般公開されていた資料映像に頼っている。アメリカ国防総省では映画会社が中国の検閲を受け入れている場合、撮影に協力しないとしている。自衛隊は取材に協力的で隊員の被害については問題視しないが、国民に銃を向ける描写は控えるように要請しており、事前に取材を行った『聖戦士ダンバイン』は要請に従っている。1978年の角川映画『野性の証明』は自衛隊が国民を狙う描写があるため撮影協力を得られず、アメリカ陸軍州兵の演習場などで映像を収録している。

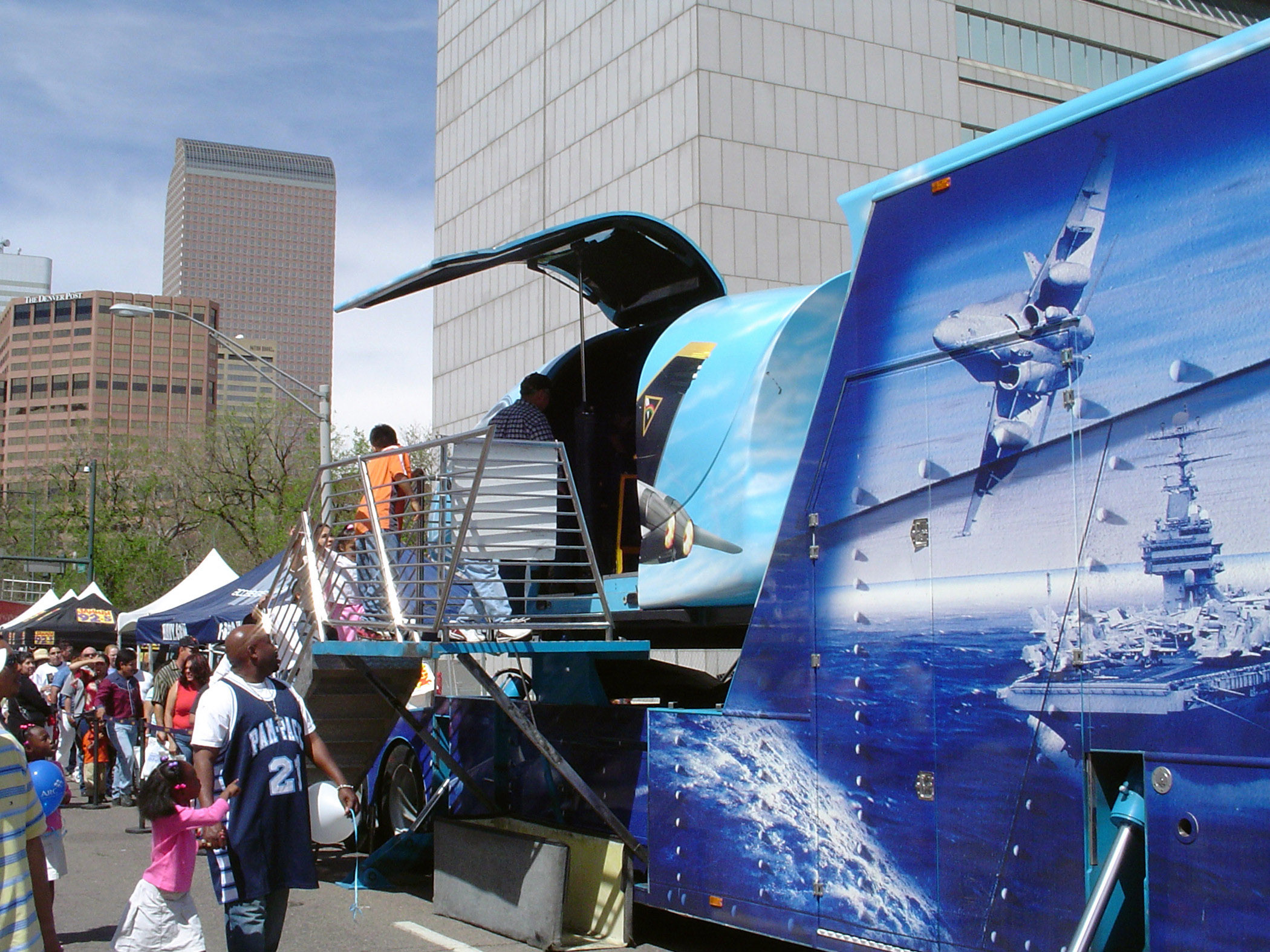
アメリカ海軍が保有するF-18の飛行を体験できる移動式シアター。訓練に使うフライトシミュレータではなく座って映像を見るだけである。
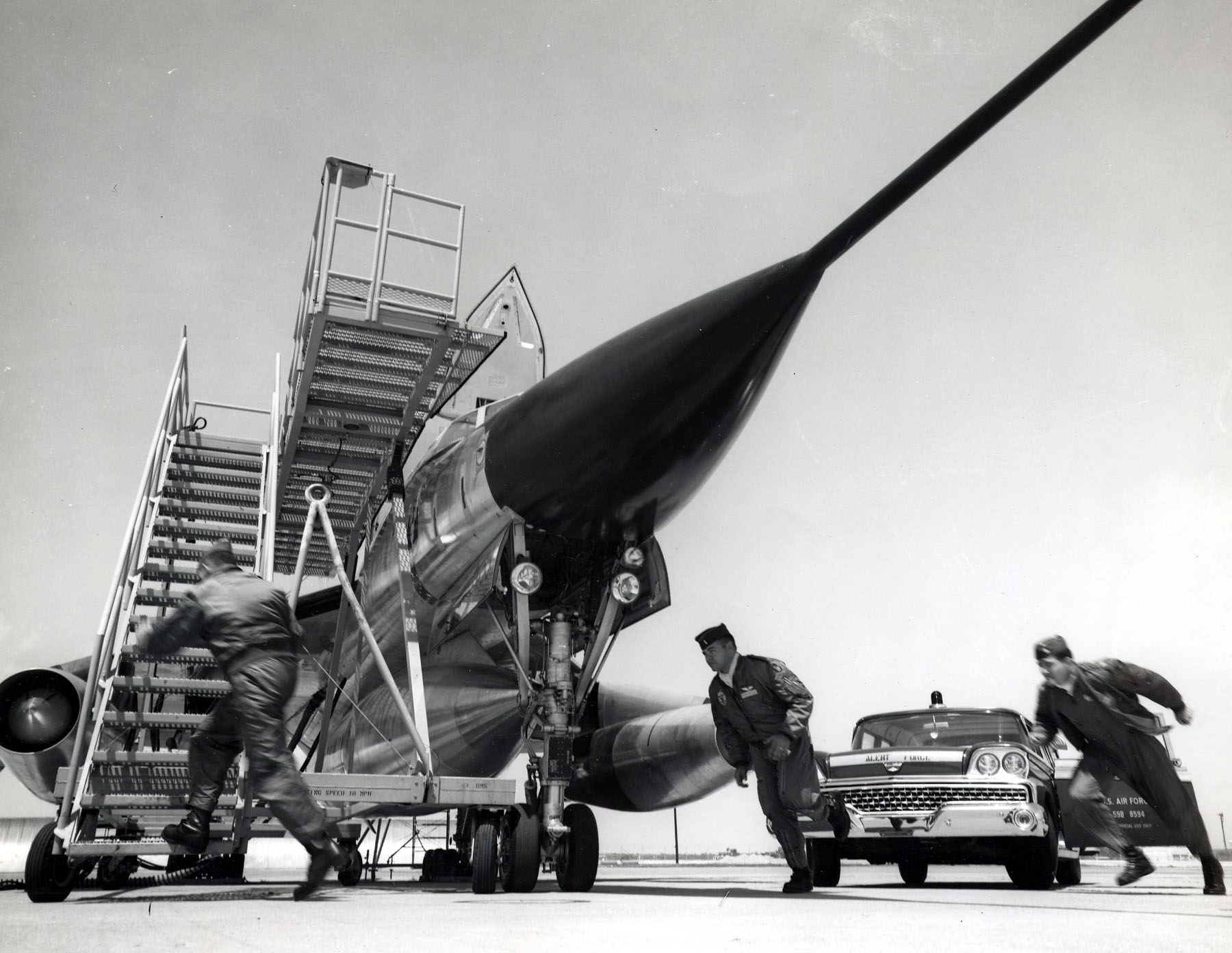
「スクランブルに向かうB-58のクルー」とされたアメリカ空軍の広報用写真。B-58はスクランブル任務に就く機体ではなく実戦にも投入されていないが、最新鋭機であったため宣伝に使われた。
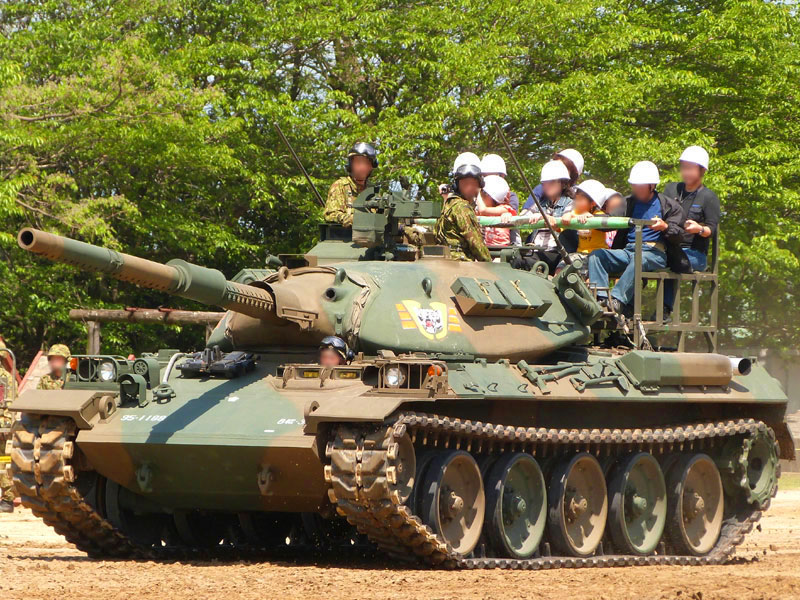
駐屯地の一般公開で行われた74式戦車の試乗体験（タンクデサント）。仮設の座席を取りつける作業が必要となる。
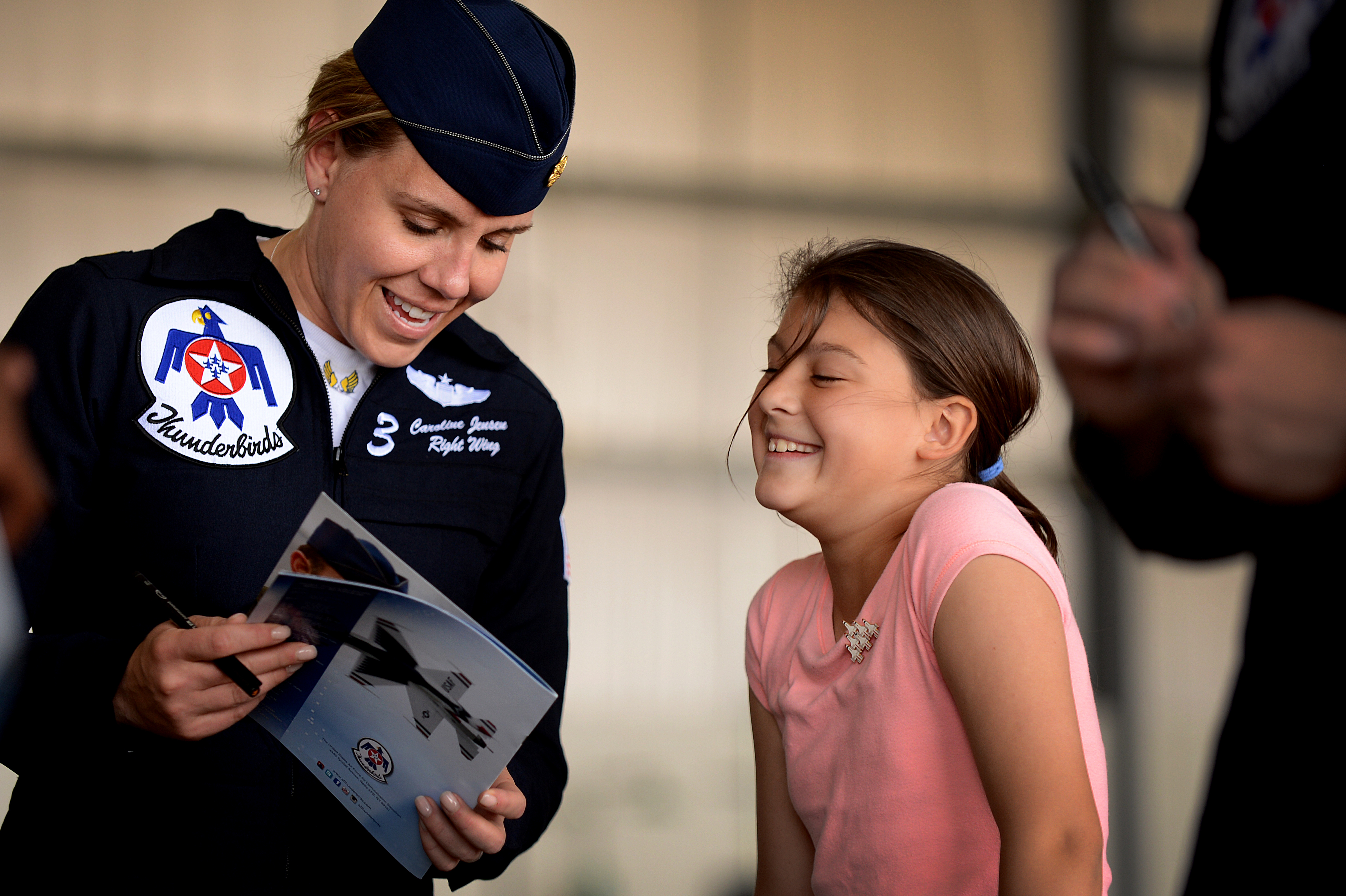
慰問先で子供と談笑するサンダーバーズのパイロット。アメリカ軍は民間人と交流する軍人の写真も多く公開している。
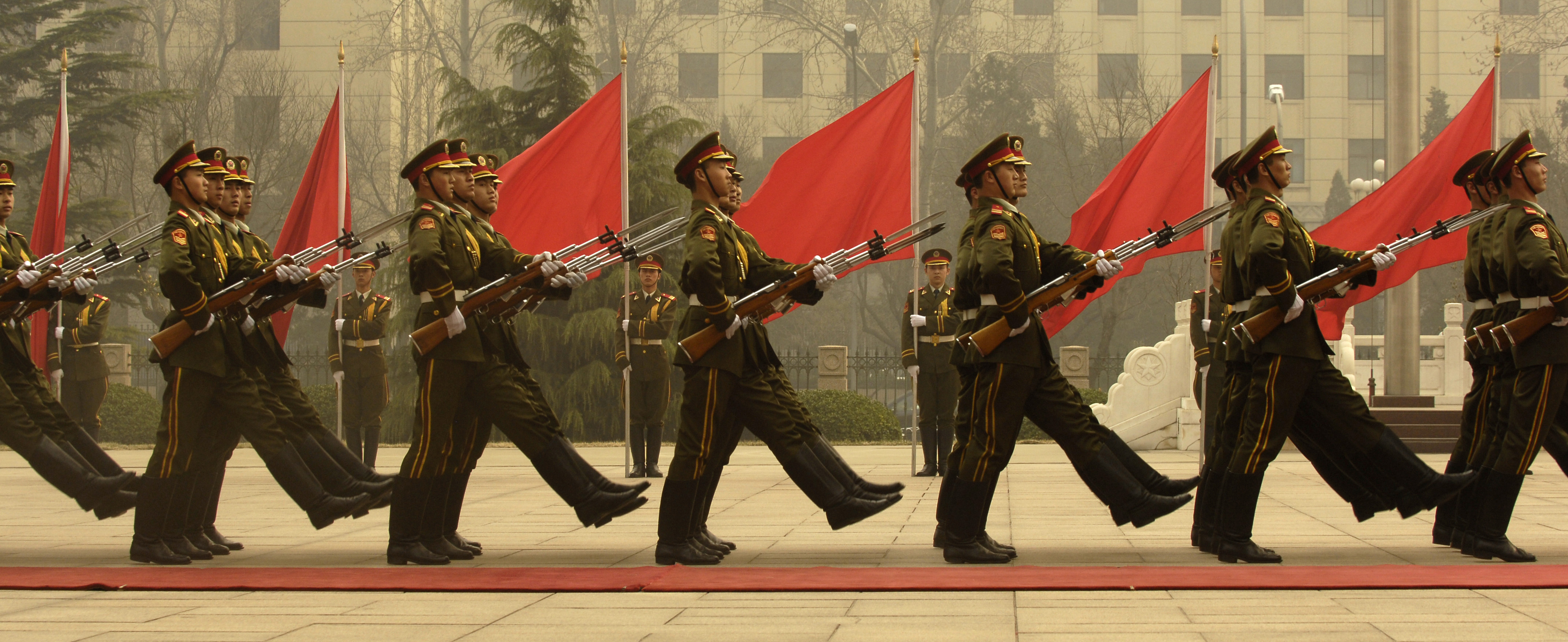
ガチョウ足行進で行進する中国人民解放軍の儀仗隊。足並みをそろえるには長時間の訓練が必要となる。

### 戦争遂行のためのプロパガンダ
国家が戦争を遂行するためには、国民に戦争以外の選択肢はないことを信じ込ませるために国策プロパガンダが頻繁に行われる。アーサー・ポンソンビーは、第一次世界大戦でイギリス政府が行った戦争プロパガンダを分析して、主張されることに関する10の要素を以下のように導き出した。
1. 我々は戦争をしたくはない。
2. しかし敵側が一方的に戦争を望んだ。
3. 敵の指導者は悪魔のような人間だ。
4. 我々は領土や覇権のためではなく、偉大な使命（大義）のために戦う（正戦論）。
5. 我々も誤って犠牲を出すことがある。しかし、敵はわざと残虐行為におよんでいる。
6. 敵は卑劣な兵器や戦略を用いている。
7. 我々の受けた被害は小さく、敵に与えた被害は甚大（大本営発表）。
8. 芸術家や知識人も、正義の戦いを支持している。
9. 我々の大義は、神聖（崇高）なものである（聖戦論）。
10. この正義に疑問を投げかける者は、裏切り者（売国奴、非国民）である。

フランスの歴史家アンヌ・モレリは、この十要素が第一次世界大戦に限らず、あらゆる戦争において共通していることを示した。そして、著書『戦争プロパガンダ10の法則』の序文中で、「私たちは、戦争が終わるたびに自分が騙されていたことに気づき、『もう二度と騙されないぞ』と心に誓うが、再び戦争が始まると、性懲りもなくまた罠にはまってしまう」と指摘している。

## 使用されるメディア・媒体
プロパガンダにはさまざまなメディア・媒体が利用されるが、マスメディアは、一度に多くの対象に強烈なメッセージを送ることができるため、プロパガンダの要としてもっとも重要視されている。権威主義的国家では、インターネットメディアを含むマスメディアに対するさまざまな統制が行われ、実質体制の宣伝機関となっているところもある。ナチスドイツでは国民啓蒙・宣伝省が設置され、報道や芸術文化活動など幅広く管轄下に置き、厳しく統制した。
自由主義国家では利益関係はさらに複雑なものがあり、体制からの圧力だけではなく、私企業・外国・政党・宗教・団体の影響を受け、自主的にプロパガンダを行うこともある。また、新聞社や雑誌社、テレビ局のオーナーの個人的信条や経営方針が影響を与えることがある。

### テレビの手法
- ソビエト連邦では、アメリカ合衆国の「貧富の差」を強調してアメリカの貧民街や低所得者の住宅などの映像を流すプロパガンダを行った。しかし、配給不足が慢性化するにつれ視聴者は干してある下着など生活物資の豊富さに気づき、結果的にプロパガンダとしては逆効果となった。これは北朝鮮も同様のミスをしており、韓国大統領を大々的に批判するデモを流したところ、「韓国では指導者を批判することができるのか！」と驚いたり、背景の裕福な物質を見て、韓国の豊かさを思い知ったことがある。
- 東西分断時代のドイツでは、イデオロギーの異なる両国が自国の優位・正統性をアピールするため、西ドイツが「赤いレンズ」、東ドイツが「黒いチャンネル」という番組をそれぞれ放送していた。これらの番組は互いの敵対する陣営で起きたニュースに関して、司会者が恣意的に批判・誹謗中傷を加えた解説を行うというスタンスを取っていた。ドイツ統一後は、いずれの番組も必要性がなくなり打ち切りとなっている。
- 王制国の国営放送では、定時ニュースのトップは国王の動静に関する事項であることが多い[注釈 8]。また北朝鮮などの独裁国家でも、国家指導者の動静を定時ニュースのトップとして扱うことが多い。
- 軍事パレード（観閲式観艦式）や兵器実験、またマスゲームや元首・指導者演説の様子をニュース映像に取り入れ、自国の軍事力、指導者の権威を宣伝する。また対立国ではこれを逆用し相手国政府の異常さと脅威を強調する[注釈 9]。
- ニュース番組や討論番組などで特定の団体の構成者やその支持者を多く出演させ世論の支持が大きいように見せる。また出演者が放送局の意向に合わない意見を出すと、司会がわざと別の話題に話をそらしたり大声で相手の話を遮り妨害する。
- やはりニュースで、伝えるべき情報・論議されるべき問題を黙殺しそれ以外の話題を大きく取り上げる。報じられない話題は存在しないことにされる[26]。報道しない自由も参照。
- 政策などで政策上の争点を限定し、世論を誘導する。
- 特定の政党や勢力を持ち上げ、その組織に都合のいい番組構成にする。または対立する勢力への批判を行う。
- 戦争報道ではエンベデッド・リポーター（兵士と一体的に行動する従軍記者）のみの同行を認める。特に湾岸戦争以降のアメリカ軍が重視している。
- スローガンの流布のために人気タレントなどを起用したCMを制作し、そのファンを中心に意識の誘導を図る。

### ラジオの手法
1933年当時、ドイツ国内のラジオ受信機の市場価格は大体250マルク前後であった。これに対して宣伝大臣ゲッベルスの後押しで発売された「国民ラジオ」の価格は76マルクときわめて安価であり、どれほどラジオ宣伝の重要性を認識していたかがうかがえる。
日本では1925年の放送局発足後、太平洋戦争における日本の降伏に伴う改組（1952年6月の民間への電波開放）まで、唯一の放送局だった社団法人日本放送協会（現在のNHKの前身）は政府の宣伝機関であった。
第二次世界大戦開戦後、ドイツはベルリンからアイルランド人のホーホー卿が対英宣伝放送を担当し、枢軸サリーと呼ばれるアメリカ女性が対米宣伝放送で活躍した。また日本も英語に堪能な女性パーソナリティ（通称：東京ローズ）を起用し、太平洋戦域のアメリカ軍兵士向けに宣伝放送を行った。戦後彼らはともに反逆に問われた。支那事変時の中華民国では『南京の鶯』を放送した。その後の戦争でも朝鮮戦争でのソウルシティ・スー、ベトナム戦争でのハノイ・ハンナなどのプロパガンダパーソナリティが活躍した。
ソ連では第二次世界大戦中から国外への対外宣伝を行う機関としてドイツ語や日本語によるモスクワ放送（現在のロシアの声）と呼ばれる積極的な対外放送を行った。また、アメリカもボイス・オブ・アメリカやラジオ・フリー・ヨーロッパ、ラジオ・フリー・アジアによる対外放送を行っている。
近年は頻度が減ったが、朝鮮半島の軍事境界線を挟んで、複数スタックさせた高出力の拡声器を使用した宣伝放送が相互に行われていた（拡声器放送）。
ルワンダ虐殺を煽ったラジオ局のように、普段は音楽などを流すラジオ局が政治的扇動を行うこともある。

### 映画の手法

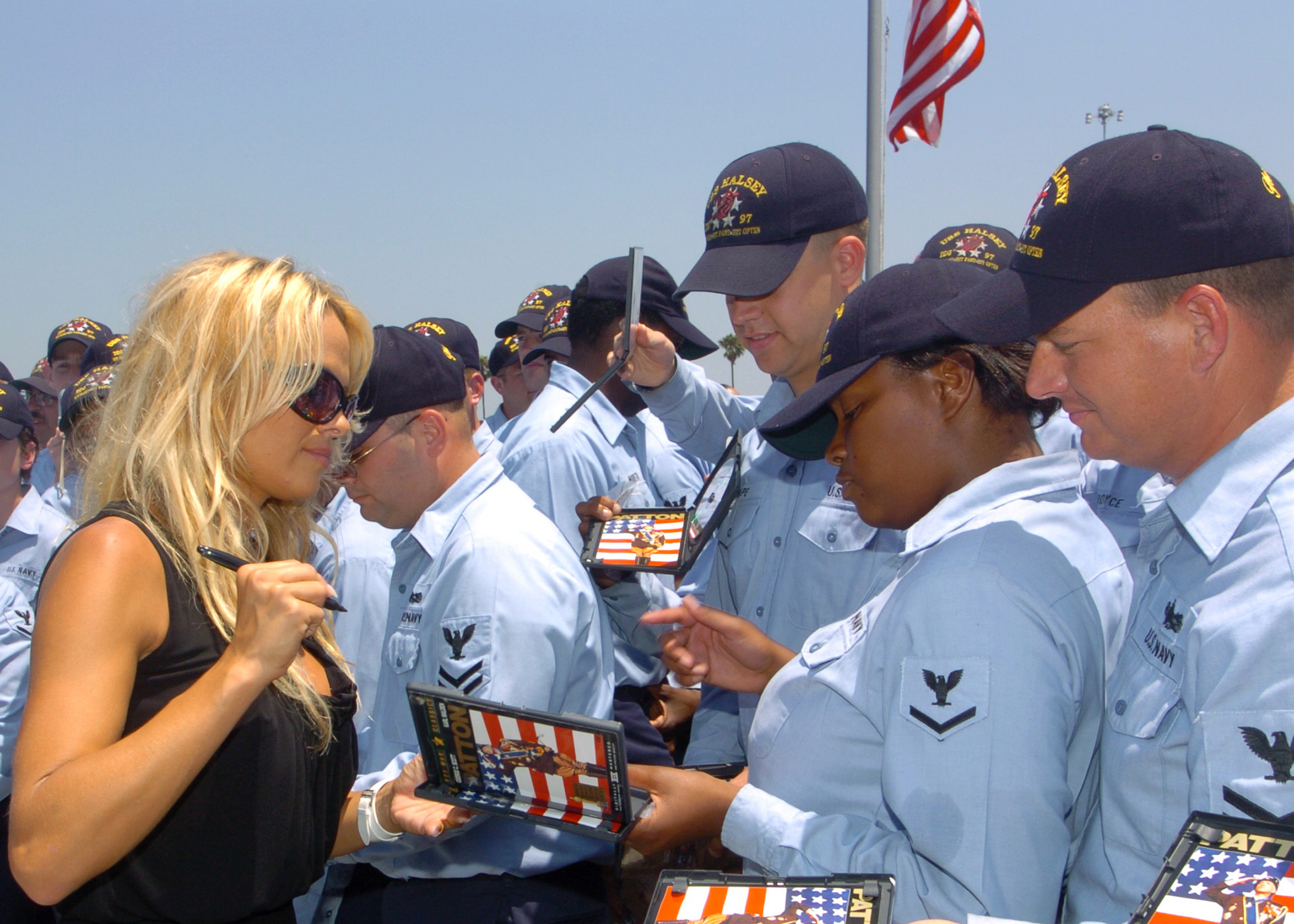
アラビア海に展開するアメリカ海軍の舟艇を慰問するアメリカの女優、パメラ・アンダーソン

プロパガンダを目的として国家や軍、政治団体やその支援者が映画を直接製作したり、積極的に協力していることがある。
ソ連ではレーニンの「すべての芸術の中で、もっとも重要なものは映画である」との考えのもと、世界で最初の国立映画学校が作られ、共産主義プロパガンダ映画の技法としてモンタージュ理論が発明された。特にエイゼンシュテインの作品がその代表である。1920年代のソ連映画は当時としては非常に革新的であり、ダグラス・フェアバンクスなどのハリウッドの名士、のちのドイツの宣伝相ゲッベルスを絶賛させている。また、このころのソ連では、宣伝映画を地方上映できるよう、移動可能な映写設備として映画館を備えた列車・船舶・航空機を製造・活用している。編集することで対象を操作しようとしたモンタージュ理論は現代の映画にも生かされている。『ベルリン陥落』のようにスターリンを神格化する国策プロパガンダ映画も作られた。同作はあまりにもプロパガンダ色が強く、スターリン批判によりソ連国内でも上映禁止となる。
アメリカの映画産業は政府の要請よりも利潤追求が優先される。投資家に利益を還元する目的で経営者が選ばれ、市場においても資本の合併と分割が営利を目的に繰り返される。憲法も裁判所も政府からの映画産業への介入を禁じている。しかし第二次世界大戦下には数多くのプロパガンダ的作品が製作され、『カサブランカ』（1942年）は政府からのホワイトプロパガンダとの関連も指摘される。
アメリカ映画は基本的にアメリカ人の時の視点によっている。暴力的で敵に対して容赦をしない姿勢と、自由主義の裏側を鋭く描く自己を告発する両面でバランスを取ってきた結果として発展を遂げた。この意味でアメリカ人気質を飲み込んだ製作者が成功を収め権力と大衆の橋渡しを務める場合がある。大衆文化史におけるミッキーマウスなどがこの例である。観客も当然アメリカ人を対象としている。登場人物は英語を話し、アメリカの価値観と信条を守る不文律で形成される。映画の主題もこの原則からは不即不離の関係にある。商品として輸出される場合は音楽や文芸と同様に文化の先遣隊としての役割を果たす結果となる。また、時の視点により過去は味方として扱われた対象が、その後敵、もしくは憎悪の対象として扱われるケースも多い。
アメリカ政府は基本的に国内における人気が支持基盤に直結する点を熟知しており、大衆に対して正義、公正、真実を守るための運動を提唱し賛同を求めようとする。ここでは事実の強さ、迅速さ、正確さが優先される「ニュース」が主眼であり「映画」の順位は相対的に低い。近年はアメリカ国内における階層格差が深刻化した結果、統合させる思想面の弱体化を普遍的価値観の一つである「家族愛」で代用することがあからさまになってきている半面、同時にマイケル・ムーアなどの社会告発的な映画が暗い面を指摘するなど全体としての先細りも指摘される。
満州国では満州映画協会により日満友好の国策宣伝映画が数多く製作され、日本や満州などで上映された。人気女優の李香蘭は中国語が堪能な日本人であったが、中国人女優、また歌手として絶大な人気を集めた。また、同盟国である日本とドイツの友好関係を醸成するために、日独共同で『新しき土』などの映画が制作されている。

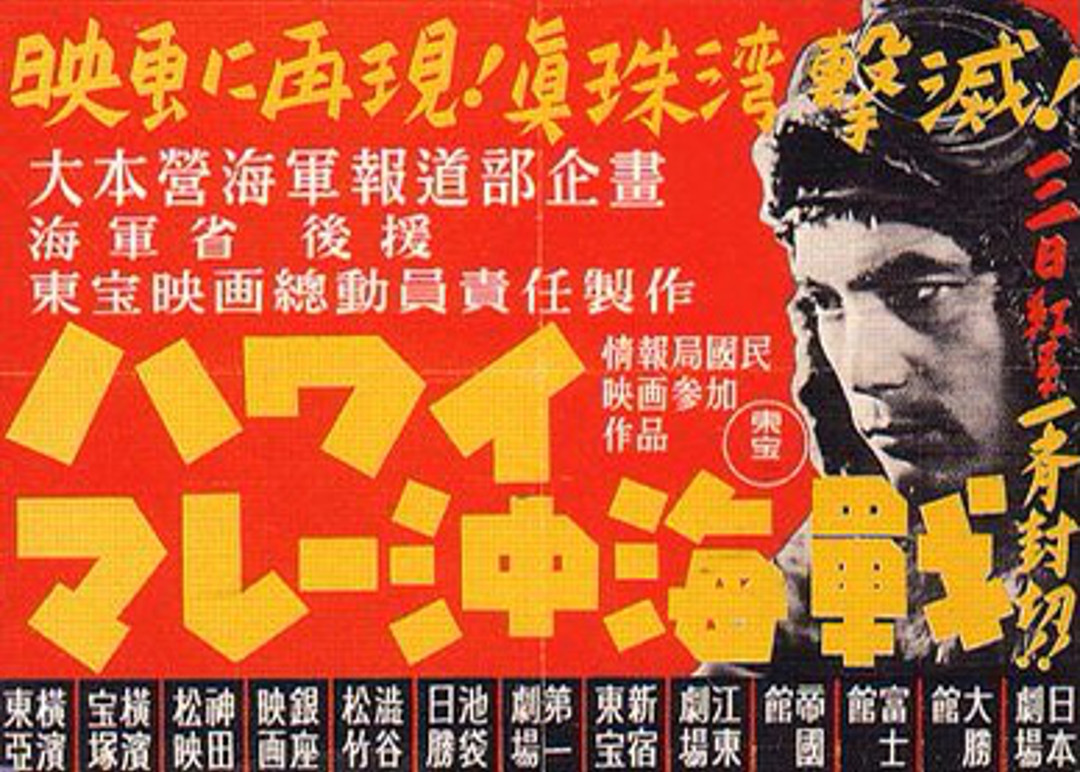
『ハワイ・マレー沖海戦』のポスター

日本では1939年、国策に則った映画を製作させる映画法が制定されている。これにより設立された日本映画社が『日本ニュース』などのプロパガンダ映画の制作に関与。特に太平洋戦争の開戦後は戦意高揚映画と称される戦争映画が盛んに制作され、東宝が製作した『加藤隼戦闘隊』は陸軍が全面協力で実物の戦闘機が多数登場するほか、円谷英二が開発した特撮技法が駆使されるなど日本映画史においても重要な作品が多数撮影されている。また予科練を描いた『決戦の大空へ』は映画だけでなく挿入歌『若鷲の歌』も大ヒットを記録した。1945年の敗戦後はこのような国策映画は撮影されなくなったが、1990年代以降、防衛省・自衛隊が『ゴジラ』など怪獣映画、『男たちの大和/YAMATO』などの戦争映画、『守ってあげたい!』などの自衛隊をテーマにした映画に協力しているが、これらは映画を利用した自衛隊の宣伝という指摘もある。
イギリスの植民地であった香港では、1997年に中華人民共和国に返還されるまで、映画の上映が始まる前にイギリス国歌の演奏が必ず行われたほか、地元資本のゴールデン・ハーベストの作品においても、イギリス植民地軍や警察は常に「正しき側」として扱われた。さらに映画の内容はイギリス植民地政府の検閲を必ず受けることとなっており、これらの映画はいわばイギリスによる植民地支配のツールの一つとして機能していた。
ドイツのナチス政権は絵画、音楽など古いメディアだけでなく、新しいメディアである映画も重視した。国策として映画産業を積極的に支援する反面、映画産業は宣伝省の管轄下に置かれて厳しく統制された。ナチス政権時代には1100本に上る映画が制作された。レニ・リーフェンシュタールによる『意志の勝利』や『民族の祭典』などは、その大胆な映像美から戦前は世界的に高く評価された。しかし、戦後は一転して「典型的なナチプロパガンダ」と酷評されるようになる。また、『コルベルク』のように大戦末期にもかかわらず、多くの資金や資材、多人数の軍人エキストラを動員して撮影された作品もある。『タイタニック』は強欲なイギリス人と清廉なドイツ人という対比で描いたプロパガンダ映画で大金と多くのエキストラが注ぎ込まれた超大作であったが、完成試写をしたゲッベルスの、連合国軍の空襲が激しくなっている現状で大勢の人々が死ぬ映画の公開は国民の士気を下げるという判断によりドイツ国内での上映は禁止され、ドイツ占領地でのみ上映許可された。
建国から15年ほど経った北朝鮮において、映画など娯楽産業の宣伝効果を知り所轄ポストの席を狙った金正日と朝鮮労働党甲山派との間で党内抗争が起こった。詳細は、甲山派#北朝鮮国内文化事業を巡る金正日との闘争を参照のこと。
俳優や女優、歌手は大衆にとって親しみやすい対象であるため、彼らへの好感を彼らが支持している対象への好感にすり替えることができる。現在もイラク戦争においてアメリカが使う手段として、キャンペーンやアピールに俳優や女優、歌手を起用したり、彼らを戦地へ慰問させ、士気を高める手法などがある。
タイでは本編上映前に、必ず国歌演奏とともに国王肖像が投影され、観客はこれに対し総員起立で表敬することが義務づけられている。

### 新聞報道・出版の手法
言論統制により新聞や書籍でもプロパガンダ的手法がとられる場合がある。第二次世界大戦中の日本の新聞やイギリスのタイムズ紙などが行った例では、記事の構成や社説などを操作し、対象への印象を悪化させたり、好ましい印象を与えたりする。例として産経新聞は保守層と財界のために、財政支援を受ける代償として論調を転向した。
国家が書籍を検閲し、発禁処分等を行うことで反対意見を封殺することもある。ナチス政権下のドイツの焚書が代表的である。
内外を問わず白書、各種政党機関紙や団体の宣伝冊子、国営新聞や政党新聞はその政党の主張に則った報道を行うが、民間の新聞でもその新聞社の思想的背景や株主や広告主などの資金源、または個人的信条からプロパガンダとなる報道を行うこともある。アメリカでは新聞社も、立場が保守とリベラルに分かれることが許容されており、またそれが当然視されている。
また、政府のみならず企業によっても、意図的な言葉や単語の言い換え、使い換えも行われる。たとえば、第二次世界大戦後のドイツにおいては、ナチス党が自由選挙によって（つまりドイツ人の意志として）選ばれたにもかかわらず、「ナチス政権下において行われたことはナチス党とその関係者のみが行ったことで、ドイツ人の総意として行われたわけではない。つまり、近隣諸国やユダヤ人のみならず、ナチス党政権下のドイツ人もまた被害者である」という理論のすり替えがなされ、それを象徴する言葉として、「ナチス・ドイツ」という造語が「ドイツ」という国家と切り離されて使われ、結果的にこの理論を手助けすることとなっている。

#### 写真

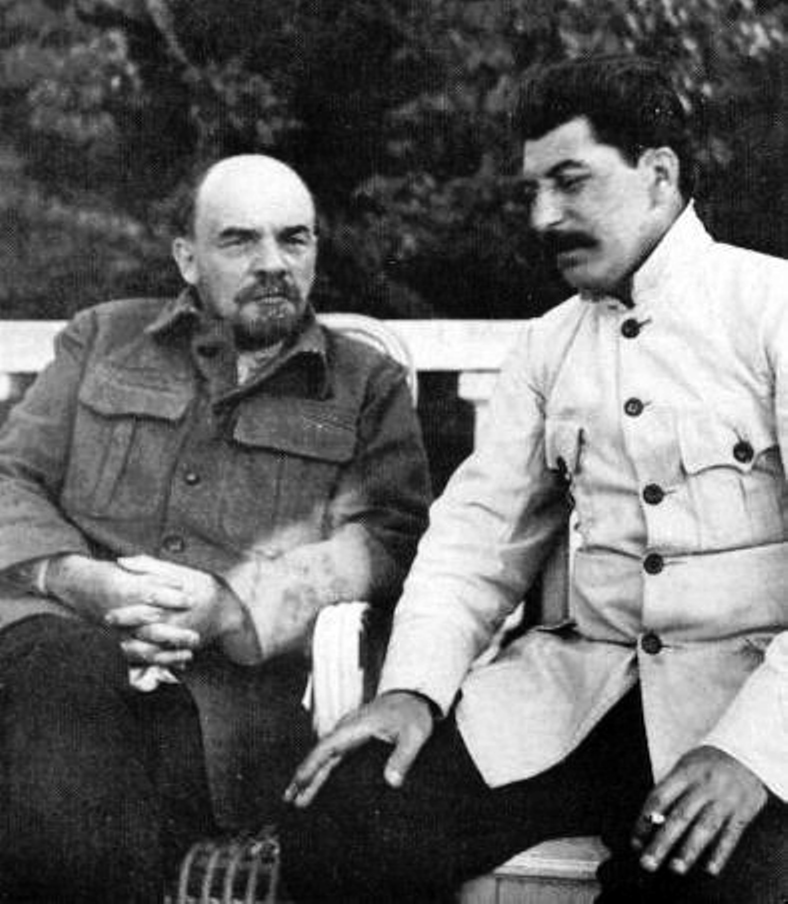
レーニンとスターリン。本作は合成写真と言われているが未確認で、どのように創作されたのかも憶測の域を出ていない（1922年）

1920年代に実用的な小型カメラが開発されたことから報道写真が急速に発展した。これに対応し政治家や独裁者の報道写真が新聞や雑誌、ポスターに使われるのみならず、肖像写真が出回ることになる。
例として、イタリアのファシスト党党首のベニート・ムッソリーニは、自らのサイン入りのブロマイドを全国にばらまいたほか、中華人民共和国やソビエト連邦、北朝鮮などの一党独裁制の共産主義国家を中心に、独裁者の正統性や権威を高めるために合成写真が作られたり、逆に失脚した有力者を集合写真から削除することすら行われた。

#### グラフ誌による宣伝活動
また、報道写真の発展に伴い、フォトモンタージュなど多くの撮影、編集技法や利用法が生み出される。多くの民間写真雑誌（グラフ誌）が創刊されたが、国家や軍などもその宣伝効果に着目し、機関誌や国策会社からの出版という形で世界中で創刊された。これら国策で出版された雑誌は、採算を度外視して資材や人員を投入したため、非常に技術的完成度が高いものが多い。しかし第二次世界大戦後、テレビの普及により徐々に衰退する。

##### 国策グラフ誌の例
- 戦時下ドイツ
  - 『Signal』[注釈 14]
- 大日本帝国
  - 『NIPPON』[注釈 15]
  - 『FRONT』[注釈 16]
  - 『写真週報』[注釈 17]
- 琉球列島米国民政府
  - 『守礼の光』
  - 『今日の琉球』

上記のいずれも日本語版のみ。住民向けの宣伝誌。
- ソビエト連邦
  - 『CCCP НА СТРОЙКЕ（ソビエト連邦の建設）』[注釈 18]
  - 『今日のソ連邦』
  - 『月刊スプートニク』[注釈 19]
  - 『ママとわたし』[注釈 20]
- 中華人民共和国
  - 『人民中国』
  - 『人民画報』
- 朝鮮民主主義人民共和国
  - 『朝鮮画報』[注釈 21]

### インターネットでの手法
ネット風評監視サービスも参照のこと。

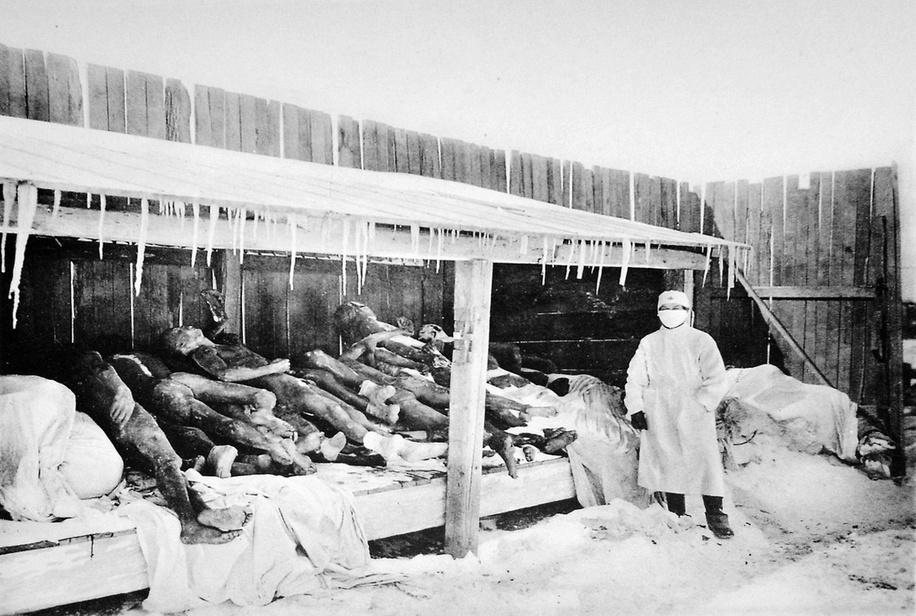
1910年から1911年にかけての満洲における疫病の犠牲者の写真 。ウィキペディアで2005年 - 2009年にわたって日本軍の731部隊に投棄された遺体と喧伝された。

現実世界で既存の集団・国家・勢力が道具・手段として利用するケースのほか、近年の傾向として、掲示板サイトそのものが歪んだ連帯意識・独自の思想を育み、書き込みが自由である他掲示板サイト・ウィキ（Wiki）・ブログのコメント・投票形式サイトに支持掲示板で大勢を占めている価値基準に則った記事やレスポンスを大挙書き込み（あるいは不正連続投票し）、力を誇示（甚だしい場合は乗っ取りを目論む）するケースも増えつつある。
国家や団体などによるインターネット・プロパガンダ組織には、中国の五毛党、韓国のVANK、アメリカ合衆国のOEV、ロシアのWeb brigades、ユダヤのJIDFなどがある。インターネットの普及により先進国の軍はサイバー戦の専門部隊のほか、広報や募集のためにインターネットを活用するようになった。
- 立場を偽ったサイトを作って情報を発信し、誤認させる[注釈 22]。
- ネット掲示板などで匿名性を利用して自作自演などを行い、多数派意見を装う。
- コピー・アンド・ペーストによる情報の大量頒布[注釈 23]。
- 賛同ウェブサイトや団体（グループ）を多数立ち上げて自分たちをあたかも多数であるかのように見せかける[29]。
- 検索エンジンに登録させなかったりエンジン運営者に苦情を申し入れて外させる、検閲を行い利用者に情報開示を行わないなど[注釈 24]。
- 検索エンジンにおける検索結果・検索候補の操作[注釈 25]。
- 自社の広告を出稿しているポータルサイトのニュース欄において、自社のトラブルの記事を早期にトップ画面から削除するよう、また、自社にとって都合のいい記事をトップに掲載するよう、広告代理店などを使い運営会社に対して圧力をかける。
- 特定団体お抱えの弁護士もしくは団体幹部が、ISPやレンタルサーバーの管理者（企業）に対して、都合の悪いHPを削除するように圧力をかける。
- ウィキペディアのような、誰でも編集可能なウェブサイトで執拗に宣伝意図を持った編集を繰り返す。また主観的な、あるいは特定利益集団にとっての視点的な記事を新規作成したり、既存の内容をそう変貌させるように虚偽の内容を加筆する。あるいは情報を編集する際にニュアンスを変えたりさりげなく削除したりする、あるいは記事についての議論を起こしたり編集合戦に持ち込んだりして容易に編集できなくしたり、できるだけ有利な状態を保つようにしたりする。最近ではWikiScannerの公開によりウィキペディアでも編集者の所属する組織と密接に関わった記事の編集が大量に存在したことが発覚し、問題視された[注釈 26]。
- ウィキを用いて、都合のよい情報だけを集めた「まとめサイト」を作り公開する。
- 一般消費者が書いていると装っているブログが、実は広告代理店から資金提供を受けて商品やサービスの宣伝をしている場合がある[注釈 27]。

### 外部の組織や個人を媒介とした手法
- イギリスのシンクタンク「ヘンリー・ジャクソン・ソサエティー」（HJS）が実施した中国の対外政策に反対するキャンペーンで、HJSは在英日本大使館から1か月1万ポンドの資金提供を受けていた。HJSはその関係性を伝えないまま元外相のマルコム・リフキンド（英語版）に、ヒンクリー・ポイントC原子力発電所への中国企業関与に対する懸念を訴える2016年8月の新聞記事[30]の執筆者となるよう頼んでいた[31][32]。

### 貨幣、切手、有価証券などの手法

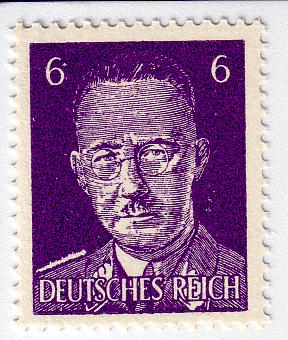
第二次世界大戦時、イギリスで作成されたハインリヒ・ヒムラーの肖像切手。当時のドイツではヒトラー以外の政治家肖像切手が使用されることはまれであったため、ヒムラーの切手を偽造して流通させることによってヒトラーの猜疑心を誘い、ヒムラーの失脚を謀った。

公共性や価値が高く、きわめて広く流通するため、支配権の誇示に用いられる。紙幣や硬貨に国家指導者の肖像が彫刻・印刷で入れられることが多い。古代ギリシャ、古代ローマ時代より西欧では貨幣に神の横顔、のちに国家元首の横顔を刻むのが伝統となっており、国内や勢力範囲の住民に統治者を意識させていた。その伝統にのっとり、イギリスやイギリス連邦各国で切手に国王（2015年現在は女王）の横顔のシルエットが入れられているのをはじめ、アメリカ合衆国のアメリカ合衆国ドルなど、共和制国家では歴代の国家指導者の肖像画を紙幣や硬貨に入れて使用している国も多い。そのため、1979年にイラン・イスラム革命で国王が失脚したイランでは、紙幣に描かれた国王の肖像をすべて塗り潰した。
逆に日本では、皇太子（徳仁親王・雅子親王妃）夫妻の肖像が記念切手に使われた例が1度あるのみで、在位中の天皇の肖像が硬貨に刻まれたり切手肖像になったりしたことはいっさいない。「“陛下のお顔が手垢にまみれるなど畏れ多い”という菊タブーがあるためである」とか、「明治天皇が自身の肖像を切手や硬貨に載せることを嫌ったからだ」といわれるが、東洋では一般的に統治者の顔を民衆に公表する伝統がないので、歴史的に見ても統治者の肖像画も少なく貨幣に刻印することもほとんどない。

### 街宣車による手法
戦後、日本では国家主義や皇室礼賛を標榜する右翼団体による街宣車を使った公道での街宣活動がしばしば見られる。使用される街宣車は、大判の日章旗や菊花紋章旗を掲げ、団体名が大書された黒塗りの大型車であることが多い。取りつけられたスピーカーから大音量で軍歌や演歌を流す、あるいは自らの政治的思想等を喧伝する。
選挙活動中に立候補者や政党が名前等を連呼するために使用される選挙カーも、現代日本における一つの街宣およびプロパガンダといえる。
なお、日本のように威圧的なものではないが、アメリカのロビー活動を行う団体の中はワシントンD.C.周辺などを自動車で周回し、特定の政策の宣伝活動を行う事例が存在する。

### 集会・イベントの手法
- 会場の規模や装飾などの豪華さ・贅沢さ。または逆に貧弱なものを見せつけ、大衆の味方であるように装う。1934年のナチス党大会は、党大会自体が映画『意志の勝利』として記録され、政治宣伝に用いられた。
- デモ・集会に支持者を大量に動員し、いかにも多数の支持を集めているかのようにメディアで演出する。逆に反対者は少数しか集まらなかったように見せる[注釈 30]。公表される参加者数は「警察発表」と「主催者発表」で大幅に異なるのが通例である。企画された演説集会の成功例としては、第二次世界大戦中にドイツで行われた「総力戦演説」がある。
- 式典における演説や部隊の行進、マスゲームなどの一糸乱れぬ団結力の誇示。
- 記念日制定や運動週間（旬間・月間）など宣伝活動の実施。
- 国内や国際的なスポーツ大会での国威発揚[注釈 31]。
- 敵対国での運動を支援し、自勢力に有利な状況を作り出す（色の革命）。

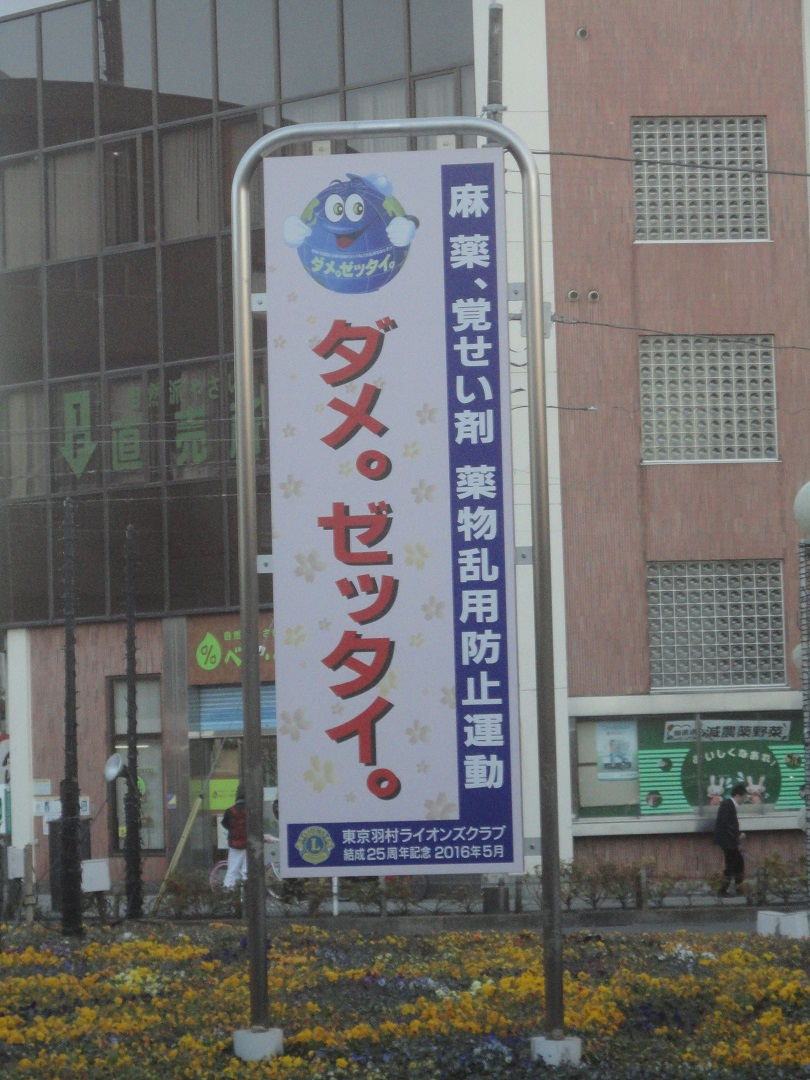
薬物乱用防止運動

### ポスター・看板の手法
- 街頭のポスターや看板を色や図柄で埋め尽くし、強い印象を与える。
- ポスターや看板を大量に設置することで、その勢力を大きく見せる。
- キャッチコピーに強い口調・表現を用いる。

### 音楽の手法
国歌に愛国的な歌詞や他国を攻撃するような歌詞、元首を称える歌詞を挿入し、繰り返し聞かせ、また歌わせることで洗脳していく。また、イギリスにおける「希望と栄光の国」やアメリカにおける「ゴッド・ブレス・アメリカ」などの「第2国歌」的な「愛国歌」や、共産主義国における「インターナショナル」のような「革命歌」や「党歌」をあえて制作し、戦時のみならず平時においても、国威発揚のためのツールとして、国家とともにさまざまな場面で流したり合唱させることも多い。いわゆる「軍歌」もこの手法の1つと言える。
日本でも戦時になると、庶民的人気を誇る「流行歌」に対する厳しい取り締まりが行われ、戦意高揚を狙った戦時歌謡や軍国歌謡が政府や軍の主導だけでなく民間でも自主的に製作され、ラジオを通じて放送された。戦後になると、左派による「うたごえ運動」として反戦歌、労働歌や革命歌などが広く歌われ、左派の政治活動と深く結びついた。
敵国の音楽を悪い文化の象徴であると喧伝する手法もあり、ナチス・ドイツではアメリカで始まり1920年代にはイギリスでも流行していたジャズをシュレーゲムジーク（ドイツ語で「変な音楽」の意）と呼び、アメリカ人が広める退廃的な文化であるというプロパガンダを流していた。ソビエト連邦など共産主義国家でも同様にジャズやロックなどの西側の音楽を敵視するプロパガンダを流していた。
ソ連や共産主義国家においては社会主義革命を正当化させ、人民の団結を奨励する「革命歌」が作られた。これらの曲は、事実上の共産党の「党歌」であり、ほかの共産主義国のみならず、資本主義国における左翼的な労働組合運動においても歌われることがあった。なお、ドイツのナチス党も「旗を高く掲げよ」のような「党歌」を国家内に広めた。
軍隊においても愛国心や団結精神の高揚を狙った隊歌が部隊単位で制作され、式典の際に唱和される。
代表的な「第2国歌」や「革命歌」、「党歌」としては、次のようなものがある。
- 「ラ・マルセイエーズ」：フランス国歌[注釈 32]。
- 「威風堂々」（希望と栄光の国）：イギリスの愛国歌、なお、現在この曲がイギリスの公共放送局である英国放送協会（BBC）で流されるときには、エリザベス2世女王の画像が必ず同時に流される。
- 「ルール・ブリタニア」：イギリスの愛国歌。
- 「旗を高く掲げよ」：ドイツ、ナチス党の党歌。ナチス政権下では国歌に準じる扱いを受けた（ホルスト・ヴェッセルの歌とも）。
- 「ゴッド・ブレス・アメリカ」：アメリカ合衆国の愛国歌。
- 「星条旗よ永遠なれ」：アメリカ合衆国の公式行進曲。
- 「インターナショナル」：ソ連及び共産主義国家、共産党における革命歌、党歌。
- 「東方紅」：中華人民共和国の愛国歌。
- 「ワルチング・マチルダ」：オーストラリアの愛国歌。

かつて日本においても、君が代に代わり得る新国歌や第2国歌を作るいくつかの運動が起こり、各種の企業・団体が公募などで集めた歌より選び、世に広めようとしたが、GHQの占領政策の影響もあり、その後の世代に伝えられなかった。
- 「愛国行進曲」：1937年（昭和12年）
- 「海行かば」：1937年（昭和12年）、当時の日本政府が国民精神強調週間を制定した際のテーマ曲。敗戦までの間、玉砕を伝える大本営発表等のニュース映画で流された。
- 「われら愛す」：1953年（昭和28年）、壽屋（現・サントリーホールディングス）社長佐治敬三が中心となって呼びかけ公募された。
- 「若い日本」
- 「緑の山河」：1951年（昭和26年）1月、日本教職員組合（日教組）が『君が代』に代わるものとして公募し選定した。曲は軍歌調。
- 「この土」

### 芸術などの手法
第二次世界大戦時の日本では、国家の統制管理下に芸術家らを置き、政府直轄の芸術家協会（報国会）に所属させ表現を利用した。反体制主義の芸術家は投獄、協会へ所属しない者は即召集とされた。日本の植民地であった台湾島での実話をもとに誇張、脚色した「サヨンの鐘」など愛国美談として語られ製作されたものもある。
ナチス党政権下のドイツでは、抽象画やモダンアート、アバンギャルド芸術やコンテンポラリー・アートを「退廃芸術」と称し、かつて美術館が買い入れた作品を集め、「退廃芸術展」という美術展を各地で開催した。作品は粗末に扱われ、罵倒に満ちた解説と、国による購入価格も並べて展示された。退廃芸術展の総入場者数は300万人を超え、史上最大の観客数を集めた美術展となった。また、音楽分野でも「退廃音楽展」が開かれている。
一方で、ナチス党が奨励する芸術を集めた「大ドイツ芸術展」も開かれている。その内容はヒトラー好みの分かりやすい内容であり、その描写方法や内容は敵であるはずのソ連の社会主義リアリズムにも類似する。

### プロパガンダと芸術家
古代から芸術家は権力者から庇護を受けることで芸術活動を行い、作品が後世に残される可能性が高まる。現在、名作とされる作品にも権力者の依頼により製作されたものが多くあり、その権力者を礼賛するために制作された作品も少なくない。近代以降、芸術の大衆化により芸術家は必ずしも権力者から庇護を受ける必要はなくなったが、商業上の成功を目的として作家自身が大衆の求めに応じる形で意図せずプロパガンダを助長する作品を製作する例も多い。また、権力や時流により不本意ながら体制を称える作品を製作せざるを得なかった芸術家もいた。逆に体制に便乗して、多少の不満は抑えて自分の才能を積極的に売り込むことを意図した芸術家もいた。
また、ロシア・アヴァンギャルド運動やプロレタリア文学のように、芸術の表現により政治的な変革を目指すといったプロパガンダと不可分な芸術活動も存在する。
一方でこうした芸術家は、プロパガンダに協力したということで、のちに不当に低い芸術的評価を受けることもある。藤田嗣治は戦時中に戦争画を描いたことで、戦後になって日本の美術界を追放され、フランスで制作活動に従事せざるを得なくなった。
それに対し、体制側が自己が主張する政治信条に合わせた芸術を嗜好する傾向も見られる。たとえば、まったく新しい体制を目指す場合は新進の芸術運動を保護し、復古的体制を目指す場合には復古的芸術運動を保護する。

#### 主要な人物
- ロシア・アヴァンギャルド
  - カジミール・マレーヴィチ、ウラジーミル・タトリン、アレクサンドル・ロトチェンコ、エル・リシツキー、パーヴェル・フィローノフ、グスタフ・クルーツィス
- 映画
  - ソ連：セルゲイ・エイゼンシュテイン
  - ドイツ：レニ・リーフェンシュタール[注釈 34]）、ヘルベルト・セルピン[注釈 35]
- 画家・彫刻家
  - ドイツ(画家）：アドルフ・ツィーグラー、イヴォー・ザリガー、マルティン・アールバハ、パウル・マーティアス・パードゥア、ルドルフ・リプス、ゼップ・ヒルツ
  - ドイツ（彫刻家）：ヨーゼフ・トーラク、ゲオルグ・コルベ、アルノ・ブレーカー
  - フランス：ジャック＝ルイ・ダヴィッド[注釈 36]
  - 日本：藤田嗣治 （戦争画）
  - 日本（漫画・イラストレーション）：小松崎茂、横山隆一[注釈 37]
  - アメリカ：ベン・シャーン、国吉康雄など[注釈 38]
- 小説・劇作家
  - ドイツ：テア・フォン・ハルボウ
  - 日本：菊池寛[注釈 39]、海野十三、住井すゑ
- 音楽
  - ソ連：ドミートリイ・ショスタコーヴィチ[注釈 40]
  - アメリカ：マレーネ・ディートリヒ[注釈 41]
  - 日本：大木惇夫（作詞家、『国民歌山本元帥』などの作詞）、西条八十、山田耕筰[注釈 42]、北原白秋、高階哲夫、藤原義江、佐々木すぐる、古関裕而
- 写真
  - ドイツ：アンドレ・ズッカ（fr:André Zucca ナチス宣伝誌『シグナル』専属カメラマン）
  - アメリカ：マーガレット・バーク・ホワイト
  - 日本:木村伊兵衛、名取洋之助
- アニメーション
  - 日本：瀬尾光世[注釈 43]
  - アメリカ：ウォルト・ディズニー[注釈 44]、フライシャー兄弟、ウィリアム・ハンナ・ジョセフ・バーベラ（ハンナ・バーベラ・プロダクション）
- 漫画家
  - 日本：はすみとしこ（『そうだ難民しよう! はすみとしこの世界』）

#### 旗・紋章・マーク

ナチス政権当時のドイツ国国旗。現在のドイツなど、複数の国では掲示行為自体が処罰の対象となる。

旗や紋章はその所属する立場をわかりやすくし、プロパガンダの効果を高める。古代から洋の東西を問わずに用いられてきた。軍隊の軍旗などが典型例である。ドイツのナチス党によって使用されたハーケンクロイツは特に有名であり、現在もナチスの象徴として広く知られている。そのため欧米では似通った模様の「卍」の使用すら忌避される傾向がある。
ほかにも共産主義の象徴としての赤旗・鎌と槌、各国の国旗などが広く知られている。

#### 建造物・像・都市計画
巨大建造物の建設は古代から為政者にとり、自己の権力を誇示し、己の世界観を視覚的に宣伝する手段として広く用いられてきた。現代でもそれは変わらず、為政者の権力を誇示し、イデオロギーを視覚的に宣伝する手段として、特に権威主義的中央集権国家でこれらの構造物が多くみられる。たとえば新古典主義建築はナポレオン・ボナパルト治世下のフランスやナチス党政権下のドイツ、ファシスト党政権時代のイタリアで多数建てられている。スターリン統治下のソ連でも、壮大な巨大建造物が国家の肝いりで次々と建てられた。それらの建築群をスターリン様式と呼ぶ。
また、古代から国家や民族の創始者とされる人物や英雄、君主、信仰対象である神や仏の像も、集団のあり方を具体的に提示し権力者の権威を示すものとして用いられている。特に西欧では君主の像が古代ローマの甲冑をまとわせるなど、正統なローマ帝国継承者を想起させる演出もなされたほか、君主の肖像画を公共の場に掲示して、被支配層にも君主の顔を公示する伝統がある。
一方で貧困などの不都合な事実を隠すために、立派な外観の建物やモデル村落などを作り、外国人や報道陣などに公開する場合もある。こうした見せかけだけの建物は「ポチョムキン村」と呼ばれる。

##### 特徴
- 既存都市に対する都市計画・デザインについて、指導者を讃える壮麗な建築を行う[注釈 46]。:まったく新規に都市を建設することについては、計画都市を参照のこと。
- 統一した建築様式や記念碑の巨大さで、民族性や政治性の誇示・偉大としたい文明の後継者であることの誇示・巨大建築を作らせる技術力や動員力の誇示を行う。
- その勢力のお抱え建築家に主要建造物の設計を任せるケースは、過去より多くみられる。たとえばスターリンにとってのボリス・イオファン、ヒトラーにとってのアルベルト・シュペーアやヘルマン・ギースラーが知られる。シュペーアとイオファンは1937年のパリ万博で、ソ連とドイツの双方の国家出展パピリオン建物のデザインを担当し、しかもその建物が道路一本だけ隔てて向かい合うというエピソードを持つ。
- シリアのクネイトラ、ドイツのドレスデン旧市街、広島市の広島県産業奨励館（原爆ドーム）、ドイツ首都ベルリンのカイザー・ヴィルヘルム記念教会初代建物（「旧教会」と呼称）のように、戦災などで被害を受けた建造物は、あえてその痕跡を残すことで、被害の記憶を留める効果がある。
- 建造物の建設予定地の選定（すなわち、もともとそこに存在していた施設やモニュメントの破壊も意味する）自体が政治ショー的意味合いを持つこともある。この場合、その体制が崩壊したあとに、旧体制を否定するためにその建造物を解体したり、旧施設を再建する例もみられる。
  - ソ連のソビエト宮殿（未完成）は共産主義思想の敵とされた、ロシア正教会の救世主ハリストス大聖堂を破壊した跡地に建設される予定であった。ソ連崩壊後、救世主ハリストス大聖堂は再建された。
  - 旧ドイツ民主共和国でもやはり共産主義思想の敵である旧プロイセン王政およびドイツ帝政時代の象徴・ベルリン王宮破壊後に共和国宮殿が建設された。ドイツ統一後の2008年に解体され、「フンボルトフォーラム」という名称で旧王宮を再現した建造物が建設されている。
  - ソウルにあった朝鮮王朝の正宮である景福宮は、日韓併合後に日本政府により宮殿正門の光化門をはじめとする8割以上の建物が破却され、宮殿正面に朝鮮総督府庁舎を建設して、街から宮殿を見えなくした。戦後成立した大韓民国では「旧王宮の景観改善」[注釈 47]を理由に旧朝鮮総督府庁舎を解体した。
  - ルーマニアの独裁者チャウシェスク大統領が建設した大統領官邸である「国民の館」未完成のままチャウシェスク政権が崩壊したが、その後も建設工事が進められ、ルーマニア議会議事堂、博物館として利用され、ルーマニア最大の観光名所にもなっている。
- これらに準じる行為として、都市や道路、広場の改名がある。特に欧州諸国では、都市の大通の名が歴史上の英雄や政治家の名にちなんでいることが多い。
- 国の経済力や技術力を示すため、また、ランドマーク的な意味合いを持たせ、国や都市としての存在感を示すために、「世界でもっとも高いビル」、もしくは「世界でもっとも高いタワー」を建設する。
- 戦場において、敵勢力の戦意を削ぐ（あわよくば戦わずして、停戦・降伏交渉を促す道具とする）のを主目的としたプロパガンダ建築の場合、芸術性などは特に考慮されない。史実上の例としては、安土桃山時代の日本における豊臣秀吉の一夜城（石垣山城、益富城、墨俣城）が挙げられる。

##### 主要例

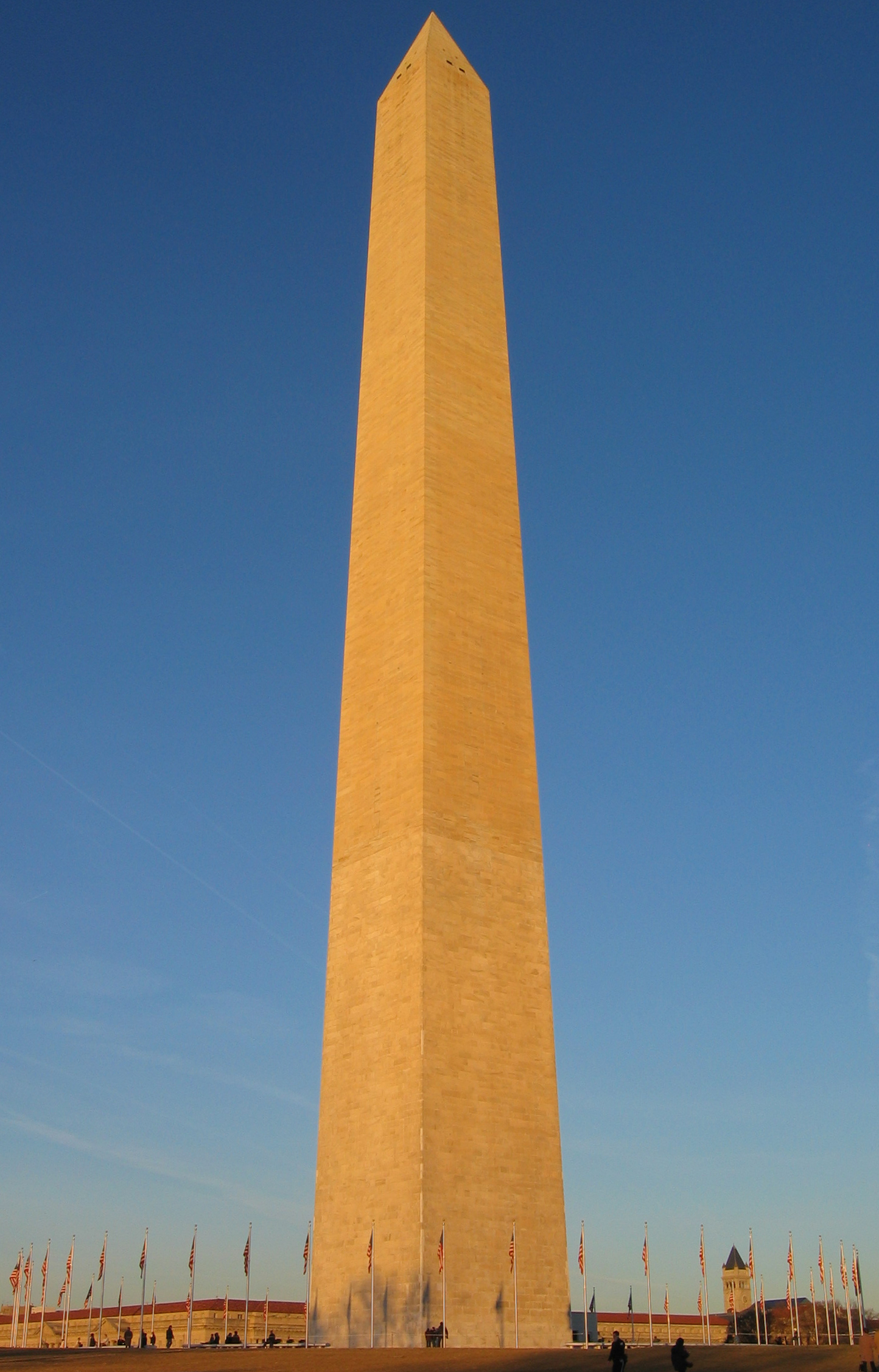
ワシントン記念塔

- ソ連：レーニン像、スターリン建築やレーニン廟、指導者の銅像、ソビエト宮殿計画、オスタンキノ・タワー、ソ連国民経済達成博覧会、第三インターナショナル記念塔、コミンテルン記念塔
- 中華人民共和国：天安門の毛沢東の肖像画、人民大会堂、北京展覧館、上海展覧センター
- 中華民国：台北国際金融センター、中正紀念堂、国立故宮博物院（台湾台北市）
- 朝鮮民主主義人民共和国：主体思想塔、金日成の巨大像、平壌市復旧建設総合計画、凱旋門[注釈 48]、柳京ホテル
- 日本
  - 大日本帝国：八紘一宇の塔、大東亜聖戦大碑、奉安殿、大東亜建設記念営造計画、靖国神社の大鳥居
- 満州国：建国忠霊廟、コミンテルンとの戦闘者の記念碑（ロシア語版）
- マレーシア：ペトロナス・ツインタワー
- ラオス：アヌサーワリー・パトゥーサイ
- パキスタン：ミナーレ・パーキスターン
- インド：クトゥブ・ミナール
- イラク：サッダーム・フセイン元大統領の銅像
- アラブ首長国連邦：ブルジュ・ハリーファ
- トルコ：アヌトゥカビル（アタテュルク廟）、アタチュルクタワー
- イギリス：インド門、オベリスク
- ドイツ
  - ナチス・ドイツ：勝利の塔、ツェッペリンフェルト（ニュルンベルクナチス党大会会場）、オリンピアシュタディオン、世界首都ゲルマニア計画（de:Welthauptstadt Germania）
  - ドイツ民主共和国（東ドイツ）：ドイツ民主共和国首都ベルリンの社会主義的都心改造、ベルリンテレビ塔、スターリンシュタット（現・アイゼンヒュッテンシュタット）、カール＝マルクス＝アレー[注釈 49]
- フランス：エッフェル塔、エトワール凱旋門、オベリスク
- イタリア：エウル（ローマ新都市42）
- ルーマニア：国民の館
- アメリカ：自由の女神、ワシントン記念塔、リンカーン記念堂、第二次世界大戦記念碑、海兵隊戦争記念碑（硫黄島の星条旗）、ラシュモア山の4大統領像、アラモ伝道所、アリゾナ記念館、ワールドトレードセンター (ニューヨーク)、フリーダム・タワー計画
- ブラジル：バンデイランテスの丘

#### 自然物
山や岩、海、川なども民族や国家の象徴としてプロパガンダとなる。アメリカのラシュモア山のようにプロパガンダとして自然物に手を加え、環境破壊が発生することもある。
- 白頭山
- ラシュモア山
- 富士山
- ライン川

### ファッションの手法
ファッションは発言者の印象を大きく左右するために、イメージを向上させるためにさまざまな工夫が施される。また、独自の衣服を着ることでイメージを定着させる方式もある。集団で独自の衣装を着、集団内での団結力の向上や、示威作用を得ることもある。黄巾の乱や紅巾の乱、ボリシェヴィキの革服、ファシスト党の黒シャツ隊、国家社会主義ドイツ労働者党突撃隊の茶色開襟シャツ、毛主席語録が必携でこれを掲げて練り歩いた紅衛兵、日本の国旗や旭日旗を掲げてデモ行進する行動する保守の事例が知られる。

### 建国神話・英雄譚・伝説・学説の利用
建国神話は国家の正当性を表すため、重要な位置を占める。また、人々に広く知られる伝説や物語はプロパガンダに利用されるものがある。ただし、革命により成立した共和制の人工国家は神話は持たない。
- ラーマヤーナ、マハーバーラタ、リグ・ヴェーダ、古代核戦争説#モヘンジョダロ遺跡、ヴィマナ復元研究：インド人民党政権下のインド
- 古事記、日本書紀、神風、義経=ジンギスカン説、復興軍神、皇国史観、神州不滅：大日本帝国。また復興軍神には楠木正成、新田義貞といった中世時代にて武家優位の趨勢であるにもかかわらず当時の天皇に忠誠を尽くし通した武将が選ばれ、小学校教育の題材にもされた。
- 古代ゲルマン神話、北欧神話、アトランティス大陸神話、ワーグナー作楽劇、チベット・シャンバラ神話、宇宙氷説、優生学、優性遺伝、遺伝子汚染：ナチスドイツ
- ミシェル・ノストラダムス師の予言集：第二次世界大戦中の英国、ナチスドイツ
- 新約聖書、ヨハネの黙示録：チェルノブイリ原発事故直後のソ連
- 旧約聖書：神聖ローマ帝国、十字軍、島原の乱、太平天国、イスラエル
- 檀君神話：韓国、北朝鮮
- 「金日成元帥」「金正日将軍」の伝説（金日成・金正日を参照）：北朝鮮
- バビロンの空中庭園：サッダーム・フセイン政権下のイラク
- アーサー王物語：イギリス
- 三皇五帝神話：中国諸王朝
- 西遊記：清朝末期の義和団
- 原初年代記、スラヴ神話：帝政ロシア
- スタハノフ運動、ルイセンコ学説：ソビエト連邦
- ヘネッケ運動：東ドイツ
- ポール・リビアの伝令活動：アメリカ合衆国

## プロパガンダ研究・解説・紹介資料（書籍・ドキュメンタリー映像作品）

### 研究資料（書籍・論文など）
- ハーバート・アービング・シラー（斉藤文男訳）『世論操作』（青木書店、1979年、ISBN 978-4-25-079038-6）、Herbert I. Schiller "THE MIND MANAGERS"
- アラン・ジョベール（村上光彦訳）『歴史写真のトリック　政治権力と情報操作』（朝日新聞社、1989年、ISBN 978-4-02-255939-5）、Alain Jaubert "Le Commissariat aux Archives, Le photos qui falsifient L'histire" (1986)
- 鳥飼行博『写真・ポスターから学ぶ戦争の百年 二十世紀初頭から現在まで』（青弓社、2008年、ISBN 978-4-7872-2028-8）
- ズビニェク・ゼーマン（山田義顕訳）『ヒトラーをやじり倒せ 第三帝国のカリカチュア』（平凡社、1990年、ISBN 978-4-582-28604-5）、Zbynêk Zemann "Heckling Hitler, Caricatures of the Third Reich"（1984,1987）
- 佐藤卓己『大衆宣伝の神話・マルクスからヒトラーへのメディア史』（弘文堂、1992、ISBN 978-4-335-25051-4）
- アンソニー・プラトカニス、エリオット・アロンソン（社会行動研究会訳）『プロパガンダ 広告・政治宣伝のからくりを見抜く』（誠信書房、1998年、ISBN 978-4-414-30285-1）、Anthony R. Pratkanis, Elliot Aronson "Age of Propaganda, The everyday use and abuse of persuasion"
- ロバート・キング・マートン（森東吾・森好夫・金沢実・中島竜太郎訳）『社会理論と社会構造』（みすず書房、1961年、ISBN 978-4-622-01705-9）、Robert K. Merton "Social Theory and Social Structure, Toward the Codification of Theory and Research"（1949）
- アンヌ・モレリ（永田千奈訳）『戦争プロパガンダ10の法則』（草思社、2002年、ISBN 4-7942-1129-5）、Anne Morelli "Principes élémentaires de propagande de guerre"(2001), ISBN 2-8040-1565-3
- 須藤遙子『自衛隊協力映画 「今日もわれ大空にあり」から「名探偵コナン」まで』（大月書店、2013年、ISBN 978-4-272-33081-2）
- ジェフリー・ゴーラー『日本人の性格構造とプロパガンダ』ミネルヴァ書房、2011年、ISBN 978-4-623-06010-8
- 池田徳真『プロパガンダ戦史』中央公論社〈中公新書601〉(1981)、中央公論新社〈中公文庫〉（2015 ISBN 978-4-12-206144-6）

### 漫画
- 「栄光なき天才たち」16巻「名取洋之助」（集英社）
- 「実録 アメリカ大統領選 陰で笑った必殺歴史の仕掛け人」（講談社）
- 「ゴルゴ13」（作：さいとうたかを、小学館）
  - 単行本120巻収録 第403話、文庫コミックス版101巻収録 『世紀末ハリウッド』 - TVアニメ化されている。
  - 単行本128巻収録 第424話、文庫コミックス版110巻収録 第380話『演出国家』
  - 単行本135巻収録 第445話、文庫コミックス版113巻収録 第388話『ダブル・ミーニング』
  - 単行本149巻収録 第495話、文庫コミックス版126巻収録 『ピンヘッド・シュート』
  - 単行本167巻収録 第495話、文庫コミックス版143巻収録 、ビッグコミック増刊ゴルゴ13シリーズ171号収録『ボリバル2世暗殺計画』

### 映像作品
- ドキュメンタリー「撃墜 大韓航空機事件〜情報戦争の9日間〜」（1990年、NHK製作）
- ドキュメンタリー「メディアと権力」 （1992年、BBC製作）（「大衆操作の天才・ゲッベルス」「テレビがアメリカ政界を変える」「タレント政治家の功罪」）
- ドキュメンタリー「アメリカ情報部隊」 （NHK製作）（「作られた謎・下山事件」「占領下の米ソ諜報戦」）
- ドキュメンタリー「狂気の生贄」第二部「悲劇の美人監督レニ・リーフェンシュタール」
- ドキュメンタリー映画「アトミック・カフェ」
- ドキュメンタリー「検証!ナチス製作映画「タイタニック」」（ヒストリーチャンネル製作） - タイタニック (映画)内の「タイタニック (1943)」も参照のこと。